# 오스트레일리아의 자동차 산업

신차 월간 국내 판매량

1988년 이후 월간 자동차 수출액 (백만 달러)

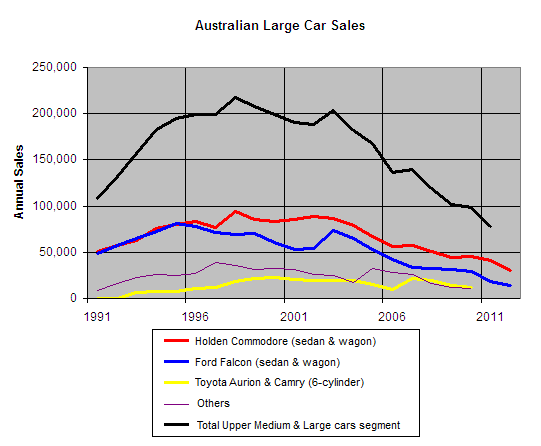
1991년 이후 오스트레일리아의 대형차 판매량 그래프

20세기 오스트레일리아에는 국제 제조업체들의 현지 공장 설립을 통해 상당한 자동차 산업이 형성되었다. 최초의 주요 자동차 제조업체는 포드 오스트레일리아였고, 최초의 오스트레일리아 설계 양산차는 1948년 홀덴이 생산했다. 오스트레일리아의 자동차 생산량은 1970년대에 거의 50만 대(세계 10위)에 달하며 최대치를 기록했고, 2004년에도 40만 대를 넘어섰다. 오스트레일리아는 '대형' 승용차의 설계 및 생산으로 가장 잘 알려져 있었다. 2009년에는 총 생산량이 약 175,000대로 감소했으며, 오스트레일리아 시장은 아시아와 유럽에서 수입된 자동차들이 지배했다.
2015년 기준으로 오스트레일리아에서 설계된 자동차는 제너럴 모터스의 자회사 홀덴과 포드 오스트레일리아가 제조했으며, 토요타 오스트레일리아는 자사의 국제 모델, 특히 캠리의 현지 변형 모델을 제조했다. 그러나 포드 오스트레일리아의 엔진 및 차량 공장은 2016년 10월에 문을 닫았고, 홀덴과 토요타 오스트레일리아 공장은 2017년 말에 문을 닫았다. 포드의 설계 및 개발 시설만 계속 운영되어, 오스트레일리아는 처음부터 대량 생산 자동차를 설계하고 개발할 수 있는 13개국 중 하나로 남았다. 2020년 기준으로 홀덴은 폐쇄되었으며 더 이상 GM 브랜드로 판매되지 않는다.

## 역사

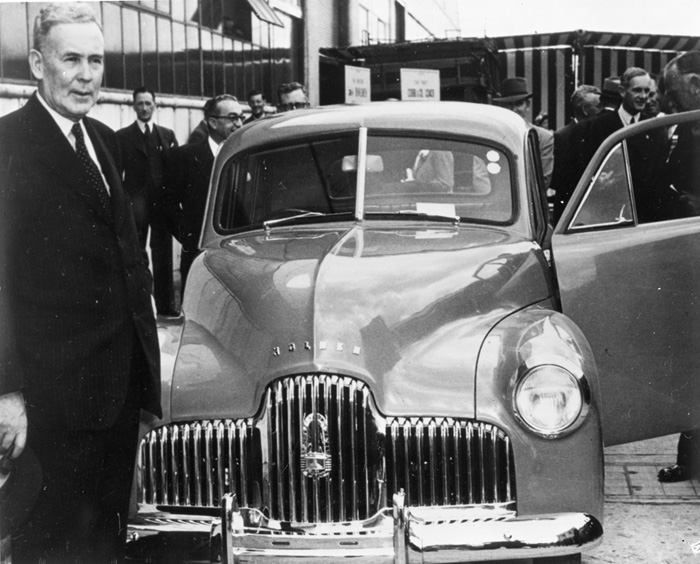
1948년 11월 29일 홀덴 48-215 출시 행사장의 노동당 총리 벤 치플리

오스트레일리아 건설업자들은 자동차와 항공기 개발 초기부터 매우 활발하게 활동했으며, 일부 분야에서는 해외 동료들보다 앞서 있었다. 오스트레일리아의 고립성 때문에 오스트레일리아가 자체적으로 자동차를 만드는 것이 더 실용적이었다. 오스트레일리아에 처음 수입된 자동차는 1897년의 펜더-헤르텔로 추정된다.
하이랜드는 오스트레일리아에서 처음 판매된 자동차 유형 중 하나로, 1894년에는 원시적인 전동 삼륜차로, 2년 후에는 자전거 부품을 사용하는 네 바퀴 두 좌석 차량으로 판매되었다.
오스트레일리아에서 처음으로 제작된 진정한 자동차는 증기자동차였다. 이 증기자동차 중 첫 번째인 페이톤은 1896년 멜버른 아마데일의 허버트 톰슨과 에드워드 홈즈가 제작했다. 1900년에 던롭이 오스트레일리아에서 만든 최초의 공기 타이어를 사용하여 전시되었다. 현재 멜버른 응용과학 연구소에 보관된 5 마력 단기통 증기마차는 톰슨과 친구가 배서스트에서 멜버른까지 493마일을 평균 시속 8.7마일로 주행할 수 있을 만큼 신뢰할 수 있고 내구성이 강했다.
1900년 브루노 해머는 마운트 토렌스 (사우스오스트레일리아주)에서 한 대의 자동차를 제작했다.
1901년 할리 태런트는 태런트 자동차를 생산했는데, 이는 멜버른의 작은 작업장에서 오스트레일리아에서 완전히 제작된 최초의 휘발유 자동차였다. 그전에는 태런트가 이 작업장에서 엔진을 제작했다. 태런트는 자전거 제작자인 하워드 루이스와 함께 이 작업에 참여했다. 이 자동차는 후방 장착된 6 마력 벤츠 엔진으로 구동되었다. 이 자동차에 이어 오스트레일리아에서 제작된 최초의 완전 밀폐형 차체 등 많은 개선된 설계가 뒤따랐다. 이후 모델에는 엔진, 기어박스 및 리어 액슬을 포함한 현지 생산 부품이 포함되었다. 유일하게 남아 있는 태런트는 RACV 시티 클럽의 법무 수준에 전시되어 있다.
1903년, 운전자의 이익을 보호하기 위해 뉴사우스웨일스주, 사우스오스트레일리아주, 빅토리아주에 오스트레일리아 자동차 협회가 설립되었다. 1924년에는 오스트레일리아 자동차 협회가 뒤를 이었다.
1925년 3월 31일, 포드는 오스트레일리아 본부를 빅토리아 질롱에 두겠다고 발표했다. 최초의 오스트레일리아에서 제작된 포드는 1925년 6월에 출시된 모델 T였다.
타이어 제조도 오스트레일리아에 존재했다. 그러나 2010년 4월 브리지스톤이 솔즈베리 (사우스오스트레일리아주) 공장에서 생산을 중단하면서 마지막 타이어 공장이 문을 닫았다.

## 역사적 데이터

### 역사적 생산량
| 연도 | 생산량  | 0 | 0 | 0 | 0 | 0 | 0 | 0 | 0 | 0 | 0 | 100 | 100 | 100 | 100 | 100 | 100 | 100 | 100 | 100 | 100 | 200 | 200 | 200 | 200 | 200 | 200 | 200 | 200 | 200 | 200 | 300 | 300 | 300 | 300 | 300 | 300 | 300 | 300 | 300 | 300 | 400 | 400 | 400 | 400 | 400 | 400 | 400 | 400 | 400 | 400 |  |
| ---- | ------- | - | - | - | - | - | - | - | - | - | - | --- | --- | --- | --- | --- | --- | --- | --- | --- | --- | --- | --- | --- | --- | --- | --- | --- | --- | --- | --- | --- | --- | --- | --- | --- | --- | --- | --- | --- | --- | --- | --- | --- | --- | --- | --- | --- | --- | --- | --- |  |
| 1950 | 58,000  |   |   |   |   |   |   |   |   |   |   |     |     |     |     |     |     |     |     |     |     |     |     |     |     |     |     |     |     |     |     |     |     |     |     |     |     |     |     |     |     |     |     |     |     |     |     |     |     |     |     |  |
| 1960 | 204,000 |   |   |   |   |   |   |   |   |   |   |     |     |     |     |     |     |     |     |     |     |     |     |     |     |     |     |     |     |     |     |     |     |     |     |     |     |     |     |     |     |     |     |     |     |     |     |     |     |     |     |  |
| 1970 | 475,000 |   |   |   |   |   |   |   |   |   |   |     |     |     |     |     |     |     |     |     |     |     |     |     |     |     |     |     |     |     |     |     |     |     |     |     |     |     |     |     |     |     |     |     |     |     |     |     |     |     |     |  |
| 1980 | 361,000 |   |   |   |   |   |   |   |   |   |   |     |     |     |     |     |     |     |     |     |     |     |     |     |     |     |     |     |     |     |     |     |     |     |     |     |     |     |     |     |     |     |     |     |     |     |     |     |     |     |     |  |
| 2000 | 347,122 |   |   |   |   |   |   |   |   |   |   |     |     |     |     |     |     |     |     |     |     |     |     |     |     |     |     |     |     |     |     |     |     |     |     |     |     |     |     |     |     |     |     |     |     |     |     |     |     |     |     |  |
| 2005 | 388,985 |   |   |   |   |   |   |   |   |   |   |     |     |     |     |     |     |     |     |     |     |     |     |     |     |     |     |     |     |     |     |     |     |     |     |     |     |     |     |     |     |     |     |     |     |     |     |     |     |     |     |  |
| 2006 | 326,000 |   |   |   |   |   |   |   |   |   |   |     |     |     |     |     |     |     |     |     |     |     |     |     |     |     |     |     |     |     |     |     |     |     |     |     |     |     |     |     |     |     |     |     |     |     |     |     |     |     |     |  |
| 2007 | 334,772 |   |   |   |   |   |   |   |   |   |   |     |     |     |     |     |     |     |     |     |     |     |     |     |     |     |     |     |     |     |     |     |     |     |     |     |     |     |     |     |     |     |     |     |     |     |     |     |     |     |     |  |
| 2008 | 324,118 |   |   |   |   |   |   |   |   |   |   |     |     |     |     |     |     |     |     |     |     |     |     |     |     |     |     |     |     |     |     |     |     |     |     |     |     |     |     |     |     |     |     |     |     |     |     |     |     |     |     |  |
| 2009 | 223,354 |   |   |   |   |   |   |   |   |   |   |     |     |     |     |     |     |     |     |     |     |     |     |     |     |     |     |     |     |     |     |     |     |     |     |     |     |     |     |     |     |     |     |     |     |     |     |     |     |     |     |  |
| 2010 | 239,443 |   |   |   |   |   |   |   |   |   |   |     |     |     |     |     |     |     |     |     |     |     |     |     |     |     |     |     |     |     |     |     |     |     |     |     |     |     |     |     |     |     |     |     |     |     |     |     |     |     |     |  |
| 2011 | 219,376 |   |   |   |   |   |   |   |   |   |   |     |     |     |     |     |     |     |     |     |     |     |     |     |     |     |     |     |     |     |     |     |     |     |     |     |     |     |     |     |     |     |     |     |     |     |     |     |     |     |     |  |
| 2012 | 221,224 |   |   |   |   |   |   |   |   |   |   |     |     |     |     |     |     |     |     |     |     |     |     |     |     |     |     |     |     |     |     |     |     |     |     |     |     |     |     |     |     |     |     |     |     |     |     |     |     |     |     |  |
| 2013 | 210,538 |   |   |   |   |   |   |   |   |   |   |     |     |     |     |     |     |     |     |     |     |     |     |     |     |     |     |     |     |     |     |     |     |     |     |     |     |     |     |     |     |     |     |     |     |     |     |     |     |     |     |  |
| 2014 | 174,986 |   |   |   |   |   |   |   |   |   |   |     |     |     |     |     |     |     |     |     |     |     |     |     |     |     |     |     |     |     |     |     |     |     |     |     |     |     |     |     |     |     |     |     |     |     |     |     |     |     |     |  |
| 2015 | 167,538 |   |   |   |   |   |   |   |   |   |   |     |     |     |     |     |     |     |     |     |     |     |     |     |     |     |     |     |     |     |     |     |     |     |     |     |     |     |     |     |     |     |     |     |     |     |     |     |     |     |     |  |
| 2016 |         |   |   |   |   |   |   |   |   |   |   |     |     |     |     |     |     |     |     |     |     |     |     |     |     |     |     |     |     |     |     |     |     |     |     |     |     |     |     |     |     |     |     |     |     |     |     |     |     |     |     |  |

출처: OICA

### 역사적 판매량
| 오스트레일리아 베스트셀러 모델 Top 10 (신규 승용차 및 상용차), 1977–2020 출처 : BSCB 테이블 지표 소형 (B) 자동차 준중형 (C) / 중형 (D) 자동차 대형 (E) / 스포츠 (S) 자동차 쿠페 유틸리티 / 픽업 크로스오버 / SUV (J) X L 현지 개발 / 제조 / 조립 / 뱃지 적용 | 오스트레일리아 베스트셀러 모델 Top 10 (신규 승용차 및 상용차), 1977–2020 출처 : BSCB 테이블 지표 소형 (B) 자동차 준중형 (C) / 중형 (D) 자동차 대형 (E) / 스포츠 (S) 자동차 쿠페 유틸리티 / 픽업 크로스오버 / SUV (J) X L 현지 개발 / 제조 / 조립 / 뱃지 적용 | 오스트레일리아 베스트셀러 모델 Top 10 (신규 승용차 및 상용차), 1977–2020 출처 : BSCB 테이블 지표 소형 (B) 자동차 준중형 (C) / 중형 (D) 자동차 대형 (E) / 스포츠 (S) 자동차 쿠페 유틸리티 / 픽업 크로스오버 / SUV (J) X L 현지 개발 / 제조 / 조립 / 뱃지 적용 | 오스트레일리아 베스트셀러 모델 Top 10 (신규 승용차 및 상용차), 1977–2020 출처 : BSCB 테이블 지표 소형 (B) 자동차 준중형 (C) / 중형 (D) 자동차 대형 (E) / 스포츠 (S) 자동차 쿠페 유틸리티 / 픽업 크로스오버 / SUV (J) X L 현지 개발 / 제조 / 조립 / 뱃지 적용 | 오스트레일리아 베스트셀러 모델 Top 10 (신규 승용차 및 상용차), 1977–2020 출처 : BSCB 테이블 지표 소형 (B) 자동차 준중형 (C) / 중형 (D) 자동차 대형 (E) / 스포츠 (S) 자동차 쿠페 유틸리티 / 픽업 크로스오버 / SUV (J) X L 현지 개발 / 제조 / 조립 / 뱃지 적용 | 오스트레일리아 베스트셀러 모델 Top 10 (신규 승용차 및 상용차), 1977–2020 출처 : BSCB 테이블 지표 소형 (B) 자동차 준중형 (C) / 중형 (D) 자동차 대형 (E) / 스포츠 (S) 자동차 쿠페 유틸리티 / 픽업 크로스오버 / SUV (J) X L 현지 개발 / 제조 / 조립 / 뱃지 적용 | 오스트레일리아 베스트셀러 모델 Top 10 (신규 승용차 및 상용차), 1977–2020 출처 : BSCB 테이블 지표 소형 (B) 자동차 준중형 (C) / 중형 (D) 자동차 대형 (E) / 스포츠 (S) 자동차 쿠페 유틸리티 / 픽업 크로스오버 / SUV (J) X L 현지 개발 / 제조 / 조립 / 뱃지 적용 | 오스트레일리아 베스트셀러 모델 Top 10 (신규 승용차 및 상용차), 1977–2020 출처 : BSCB 테이블 지표 소형 (B) 자동차 준중형 (C) / 중형 (D) 자동차 대형 (E) / 스포츠 (S) 자동차 쿠페 유틸리티 / 픽업 크로스오버 / SUV (J) X L 현지 개발 / 제조 / 조립 / 뱃지 적용 | 오스트레일리아 베스트셀러 모델 Top 10 (신규 승용차 및 상용차), 1977–2020 출처 : BSCB 테이블 지표 소형 (B) 자동차 준중형 (C) / 중형 (D) 자동차 대형 (E) / 스포츠 (S) 자동차 쿠페 유틸리티 / 픽업 크로스오버 / SUV (J) X L 현지 개발 / 제조 / 조립 / 뱃지 적용 | 오스트레일리아 베스트셀러 모델 Top 10 (신규 승용차 및 상용차), 1977–2020 출처 : BSCB 테이블 지표 소형 (B) 자동차 준중형 (C) / 중형 (D) 자동차 대형 (E) / 스포츠 (S) 자동차 쿠페 유틸리티 / 픽업 크로스오버 / SUV (J) X L 현지 개발 / 제조 / 조립 / 뱃지 적용 | 오스트레일리아 베스트셀러 모델 Top 10 (신규 승용차 및 상용차), 1977–2020 출처 : BSCB 테이블 지표 소형 (B) 자동차 준중형 (C) / 중형 (D) 자동차 대형 (E) / 스포츠 (S) 자동차 쿠페 유틸리티 / 픽업 크로스오버 / SUV (J) X L 현지 개발 / 제조 / 조립 / 뱃지 적용 |
| 연도 | 모델 및 순위 | 모델 및 순위 | 모델 및 순위 | 모델 및 순위 | 모델 및 순위 | 모델 및 순위 | 모델 및 순위 | 모델 및 순위 | 모델 및 순위 | 모델 및 순위 |
| 연도 | 1위 | 2위 | 3위 | 4위 | 5위 | 6위 | 7위 | 8위 | 9위 | 10위 |
| --- | --- | --- | --- | --- | --- | --- | --- | --- | --- | --- |
| 1977 | 포드 팔콘 L | 홀덴 킹스우드 L | 홀덴 토라나/선버드 L | 닷선 180B/200B | 토요타 코로나/셀리카 L | 사용 불가 | 사용 불가 | 사용 불가 | 사용 불가 | 사용 불가 |
| 1978 | 홀덴 킹스우드 L | 포드 팔콘 L | 홀덴 토라나/선버드 L | 크라이슬러 시그마 L | 포드 코르티나 L | 닷선 200B L | 토요타 코로나/셀리카 L | 토요타 코롤라 L | 닷선 120Y L | 사용 불가 |
| 1979 | 홀덴 코모도어 L | 사용 불가 | 사용 불가 | 사용 불가 | 사용 불가 | 사용 불가 | 사용 불가 | 사용 불가 | 사용 불가 | 사용 불가 |
| 1980 | 홀덴 코모도어 L | 사용 불가 | 사용 불가 | 사용 불가 | 사용 불가 | 사용 불가 | 사용 불가 | 사용 불가 | 사용 불가 | 사용 불가 |
| 1981 | 홀덴 코모도어 L | 사용 불가 | 사용 불가 | 사용 불가 | 사용 불가 | 사용 불가 | 사용 불가 | 사용 불가 | 사용 불가 | 사용 불가 |
| 1982 | 포드 팔콘 L | 홀덴 코모도어 L | 미쓰비시 시그마 L | 포드 레이저 L | 닛산 스카이라인 | 홀덴 제미니 L | 토요타 코롤라 L | 홀덴 카미라 L | 토요타 코로나 L | 사용 불가 |
| 1983 | 포드 팔콘 L | 홀덴 코모도어 L | 홀덴 카미라 L | 미쓰비시 시그마 L | 포드 레이저 L | 사용 불가 | 사용 불가 | 사용 불가 | 사용 불가 | 사용 불가 |
| 1984 | 포드 팔콘 L | 홀덴 코모도어 L | 포드 레이저 L | 토요타 코로나 L | 포드 텔스타 L | 사용 불가 | 홀덴 카미라 L | 사용 불가 | 사용 불가 | 사용 불가 |
| 1985 | 포드 팔콘 L | 홀덴 코모도어 L | 포드 레이저 L | 토요타 코롤라 L | 미쓰비시 마그나 L | 사용 불가 | 사용 불가 | 사용 불가 | 사용 불가 | 사용 불가 |
| 1986 | 포드 팔콘 L | 홀덴 코모도어 L | 포드 레이저 L | 미쓰비시 마그나 L | 토요타 코롤라 L | 사용 불가 | 사용 불가 | 사용 불가 | 사용 불가 | 사용 불가 |
| 1987 | 포드 팔콘 L | 홀덴 코모도어 L | 미쓰비시 마그나 L | 포드 레이저 L | 토요타 캠리/코로나 L | 토요타 코롤라 L | 닛산 핀타라/스카이라인 L | 사용 불가 | 사용 불가 | 사용 불가 |
| 1988 | 포드 팔콘 L | 홀덴 코모도어 L | 미쓰비시 마그나 L | 토요타 캠리 L | 사용 불가 | 사용 불가 | 닛산 펄사 L | 사용 불가 | 사용 불가 | 사용 불가 |
| 1989 | 홀덴 코모도어 L | 포드 팔콘 L | 미쓰비시 마그나 L | 포드 레이저 L | 토요타 캠리 L | 토요타 코롤라 L | 사용 불가 | 사용 불가 | 사용 불가 | 사용 불가 |
| 1990 | 홀덴 코모도어 L | 포드 팔콘 L | 포드 레이저 L | 미쓰비시 마그나 L | 토요타 캠리 L | 사용 불가 | 사용 불가 | 사용 불가 | 사용 불가 | 사용 불가 |
| 1991 | 홀덴 코모도어 L | 포드 팔콘 L | 포드 레이저 L | 토요타 캠리 L | 미쓰비시 마그나 L | 사용 불가 | 사용 불가 | 사용 불가 | 사용 불가 | 사용 불가 |
| 1992 | 포드 팔콘 L | 홀덴 코모도어 L | 미쓰비시 마그나/베라다 L | 토요타 캠리 L | 토요타 코롤라 L | 포드 레이저 L | 닛산 펄사 L | 토요타 하이럭스 | 마쓰다 626 | 사용 불가 |
| 1993 | 포드 팔콘 L | 홀덴 코모도어 L | 미쓰비시 마그나/베라다 L | 토요타 캠리/비엔타 L | 토요타 코롤라 L | 토요타 하이럭스 | 포드 레이저 L | 사용 불가 | 사용 불가 | 현대 엑셀 |
| 1994 | 홀덴 코모도어 L | 포드 팔콘 L | 미쓰비시 마그나/베라다 L | 토요타 캠리/비엔타 L | 토요타 코롤라 L | 토요타 하이럭스 | 현대 엑셀 | 사용 불가 | 사용 불가 | 사용 불가 |
| 1995 | 포드 팔콘 L | 홀덴 코모도어 L | 토요타 캠리/비엔타 L | 미쓰비시 마그나/베라다 L | 현대 엑셀 | 사용 불가 | 사용 불가 | 포드 페스티바 L | 사용 불가 | 사용 불가 |
| 1996 | 홀덴 코모도어 L | 포드 팔콘 L | 현대 엑셀 | 사용 불가 | 사용 불가 | 사용 불가 | 사용 불가 | 사용 불가 | 사용 불가 | 대우 1.5i/씨엘로 |
| 1997 | 홀덴 코모도어 L | 포드 팔콘 L | 미쓰비시 마그나/베라다 L | 현대 엑셀 | 사용 불가 | 사용 불가 | 사용 불가 | 사용 불가 | 닛산 펄사 | 사용 불가 |
| 1998 | 홀덴 코모도어 L | 포드 팔콘 L | 현대 엑셀 | 토요타 캠리/비엔타 L | 사용 불가 | 사용 불가 | 사용 불가 | 사용 불가 | 사용 불가 | 미쓰비시 랜서 |
| 1999 | 홀덴 코모도어 L | 포드 팔콘 L | 토요타 캠리/비엔타 L | 현대 엑셀 | 토요타 코롤라 L | 미쓰비시 마그나/베라다 L | 닛산 펄사 | 사용 불가 | 홀덴 로데오 L | 사용 불가 |
| 2000 | 홀덴 코모도어 L | 포드 팔콘 L | 토요타 캠리/비엔타 L | 토요타 코롤라 | 현대 엑셀/엑센트 | 사용 불가 | 사용 불가 | 사용 불가 | 미쓰비시 랜서 | 홀덴 아스트라 L |
| 2001 | 홀덴 코모도어 L | 포드 팔콘 L | 토요타 코롤라 L | 홀덴 아스트라 L | 토요타 캠리/비엔타 L | 미쓰비시 마그나/베라다 L | 현대 엑센트/엑셀 | 사용 불가 | 사용 불가 | 사용 불가 |
| 2002 | 홀덴 코모도어 L | 포드 팔콘 L | 토요타 코롤라 | 토요타 캠리 L | 홀덴 아스트라 L | 미쓰비시 마그나/베라다 L | 토요타 하이럭스 | 사용 불가 | 사용 불가 | 사용 불가 |
| 2003 | 홀덴 코모도어 L | 포드 팔콘 L | 토요타 캠리 L | 토요타 코롤라 | 홀덴 아스트라 L | 토요타 하이럭스 | 미쓰비시 마그나/베라다 L | 마쓰다 323 | 포드 팔콘 유트 L | 홀덴 로데오 L |
| 2004 | 홀덴 코모도어 L | 포드 팔콘 L | 토요타 캠리 L | 토요타 코롤라 | 토요타 하이럭스 | 홀덴 아스트라 L | 홀덴 로데오 L | 홀덴 코모도어 유트 L | 마쓰다 3 | 포드 팔콘 유트 L |
| 2005 | 홀덴 코모도어 L | 포드 팔콘 L | 토요타 코롤라 | 토요타 캠리 L | 홀덴 아스트라 L | 마쓰다 3 | 토요타 하이럭스 | 사용 불가 | 포드 테리토리 L | 사용 불가 |
| 2006 | 홀덴 코모도어 L | 토요타 코롤라 | 포드 팔콘 L | 토요타 하이럭스 | 마쓰다 3 | 토요타 캠리 L | 토요타 야리스 | 사용 불가 | 사용 불가 | 사용 불가 |
| 2007 | 홀덴 코모도어 L | 토요타 코롤라 | 토요타 하이럭스 | 마쓰다 3 | 포드 팔콘 L | 토요타 야리스 | 사용 불가 | 토요타 오리온 L | 미쓰비시 랜서 | 사용 불가 |
| 2008 | 홀덴 코모도어 L | 토요타 코롤라 | 토요타 하이럭스 | 마쓰다 3 | 포드 팔콘 L | 토요타 야리스 | 토요타 캠리 L | 미쓰비시 랜서 | 토요타 오리온 | 닛산 나바라 |
| 2009 | 홀덴 코모도어 L | 토요타 코롤라 | 토요타 하이럭스 | 마쓰다 3 | 포드 팔콘 L | 현대 i30 | 미쓰비시 랜서 | 토요타 캠리 L | 현대 겟츠 | 토요타 야리스 |
| 2010 | 홀덴 코모도어 L | 토요타 코롤라 | 토요타 하이럭스 | 마쓰다 3 | 현대 i30 | 포드 팔콘 L | 홀덴 크루즈 L | 토요타 캠리 L | 미쓰비시 랜서 | 현대 겟츠 |
| 2011 | 마쓰다 3 | 홀덴 코모도어 L | 토요타 하이럭스 | 토요타 코롤라 | 홀덴 크루즈 L | 현대 i30 | 닛산 나바라 | 토요타 캠리 L | 포드 팔콘 L | 미쓰비시 랜서 |
| 2012 | 마쓰다 3 | 토요타 하이럭스 | 토요타 코롤라 | 홀덴 코모도어 L | 홀덴 크루즈 L | 현대 i30 | 토요타 캠리 L | 닛산 나바라 | 토요타 야리스 | 포드 포커스 L |
| 2013 | 토요타 코롤라 | 마쓰다 3 | 토요타 하이럭스 | 현대 i30 | 홀덴 코모도어 L | 토요타 캠리 L | 미쓰비시 트라이튼 | 홀덴 크루즈 L | 닛산 나바라 | 포드 레인저 L |
| 2014 | 토요타 코롤라 | 마쓰다 3 | 토요타 하이럭스 | 현대 i30 | 홀덴 코모도어 L | 포드 레인저 L | 미쓰비시 트라이튼 | 토요타 캠리 L | 마쓰다 CX-5 | 폭스바겐 골프 |
| 2015 | 토요타 코롤라 | 마쓰다 3 | 토요타 하이럭스 | 현대 i30 | 포드 레인저 L | 홀덴 코모도어 L | 토요타 캠리 L | 미쓰비시 트라이튼 | 마쓰다 CX-5 | 폭스바겐 골프 |
| 2016 | 토요타 하이럭스 | 토요타 코롤라 | 현대 i30 | 포드 레인저 L | 마쓰다 3 | 토요타 캠리 L | 홀덴 코모도어 L | 마쓰다 CX-5 | 미쓰비시 트라이튼 | 현대 투싼 |
| 2017 | 토요타 하이럭스 | 포드 레인저 L | 토요타 코롤라 | 마쓰다 3 | 현대 i30 | 마쓰다 CX-5 | 현대 투싼 | 홀덴 코모도어 L | 토요타 캠리 L | 미쓰비시 트라이튼 |
| 2018 | 토요타 하이럭스 | 포드 레인저 L | 토요타 코롤라 | 마쓰다 3 | 현대 i30 | 마쓰다 CX-5 | 미쓰비시 트라이튼 | 토요타 RAV4 | 닛산 X-트레일 | 폭스바겐 골프 |
| 2019 | 토요타 하이럭스 | 포드 레인저 L | 토요타 코롤라 | 현대 i30 | 미쓰비시 트라이튼 | 마쓰다 CX-5 | 마쓰다 3 | 토요타 RAV4 | 기아 셀토스 | 미쓰비시 ASX |
| 2020 | 토요타 하이럭스 | 포드 레인저 L | 토요타 RAV4 | 토요타 코롤라 | 마쓰다 CX-5 | 현대 i30 | 미쓰비시 트라이튼 | 토요타 프라도 | 기아 셀토스 | 현대 투싼 |
| 2021 | 토요타 하이럭스 | 포드 레인저 L | 토요타 RAV4 | 토요타 코롤라 | 현대 i30 | 이스즈 D-맥스 | 마쓰다 CX-5 | 토요타 프라도 | 미쓰비시 트라이튼 | MG ZS |
| 2022 | 토요타 하이럭스 | 포드 레인저 L | 토요타 RAV4 | 미쓰비시 트라이튼 | 마쓰다 CX-5 | 토요타 코롤라 | 이스즈 D-맥스 | MG ZS | 현대 i30 | 토요타 프라도 |
| 2023 | 포드 레인저 L | 토요타 하이럭스 | 이스즈 D-맥스 | 토요타 RAV4 | MG ZS | 테슬라 모델 Y | 미쓰비시 아웃랜더 | 마쓰다 CX-5 | 현대 투싼 | 토요타 프라도 |
| 2024 | 포드 레인저 L | 토요타 RAV4 | 토요타 하이럭스 | 이스즈 D-맥스 | 미쓰비시 아웃랜더 | 포드 에베레스트 | 토요타 코롤라 | MG ZS | 기아 스포티지 | 토요타 프라도 |
| | 1위 | 2위 | 3위 | 4위 | 5위 | 6위 | 7위 | 8위 | 9위 | 10위 |
| 같이 보기 : 베스트셀러 모델 in | | | | | | | | | | |

## 대규모 제조업체

### 현재
오스트레일리아의 현재 주류 자동차 제조업체는 모두 대형 차량을 생산한다. 경차의 대규모 생산은 홀덴의 철수와 함께 끝났다.

#### 버스테크

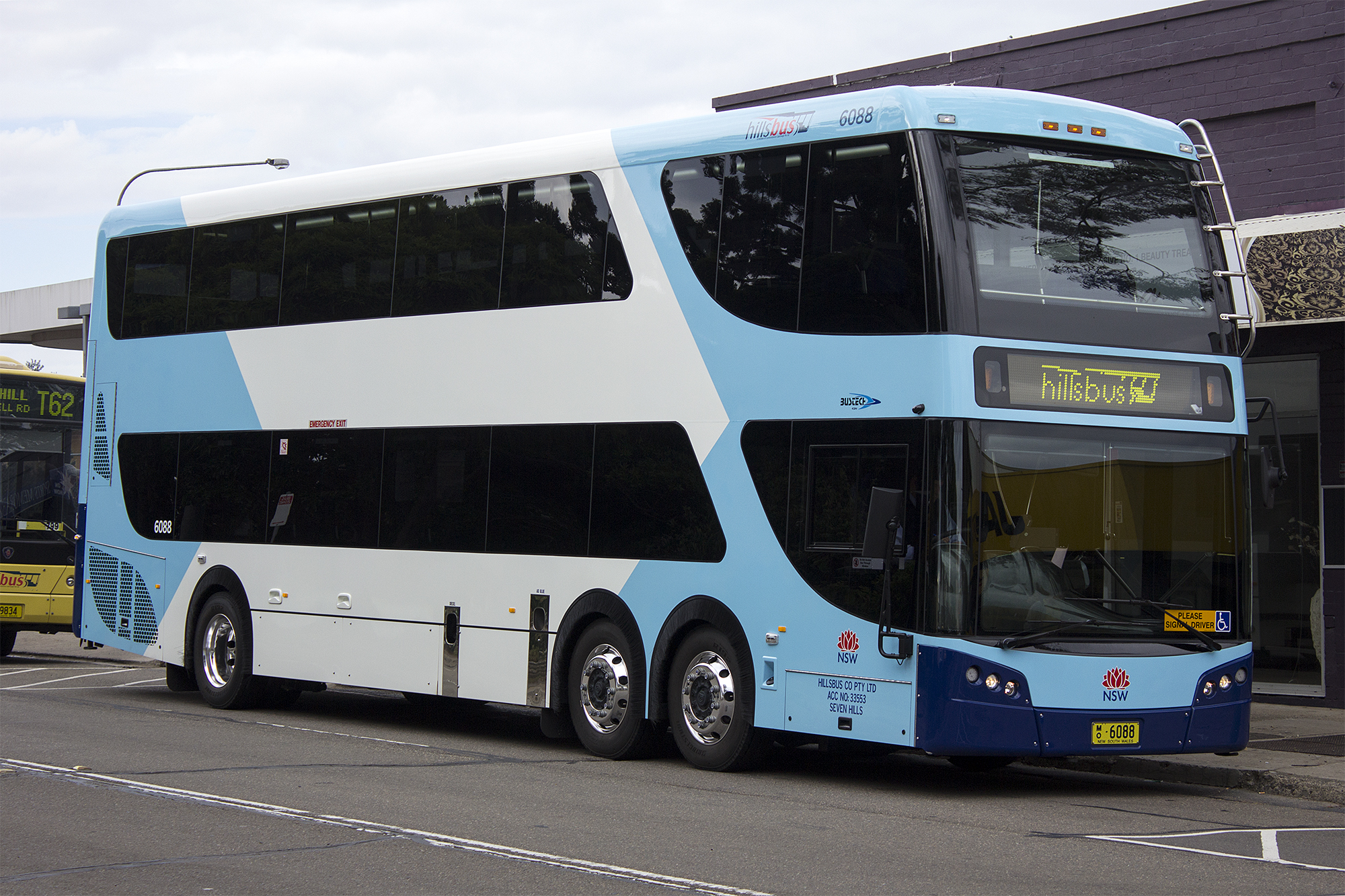
버스테크 CDi 이층 버스

버스테크는 1998년부터 골드코스트 (퀸즐랜드주)에서 버스를 제조해 왔다.

#### 데닝 매뉴팩처링

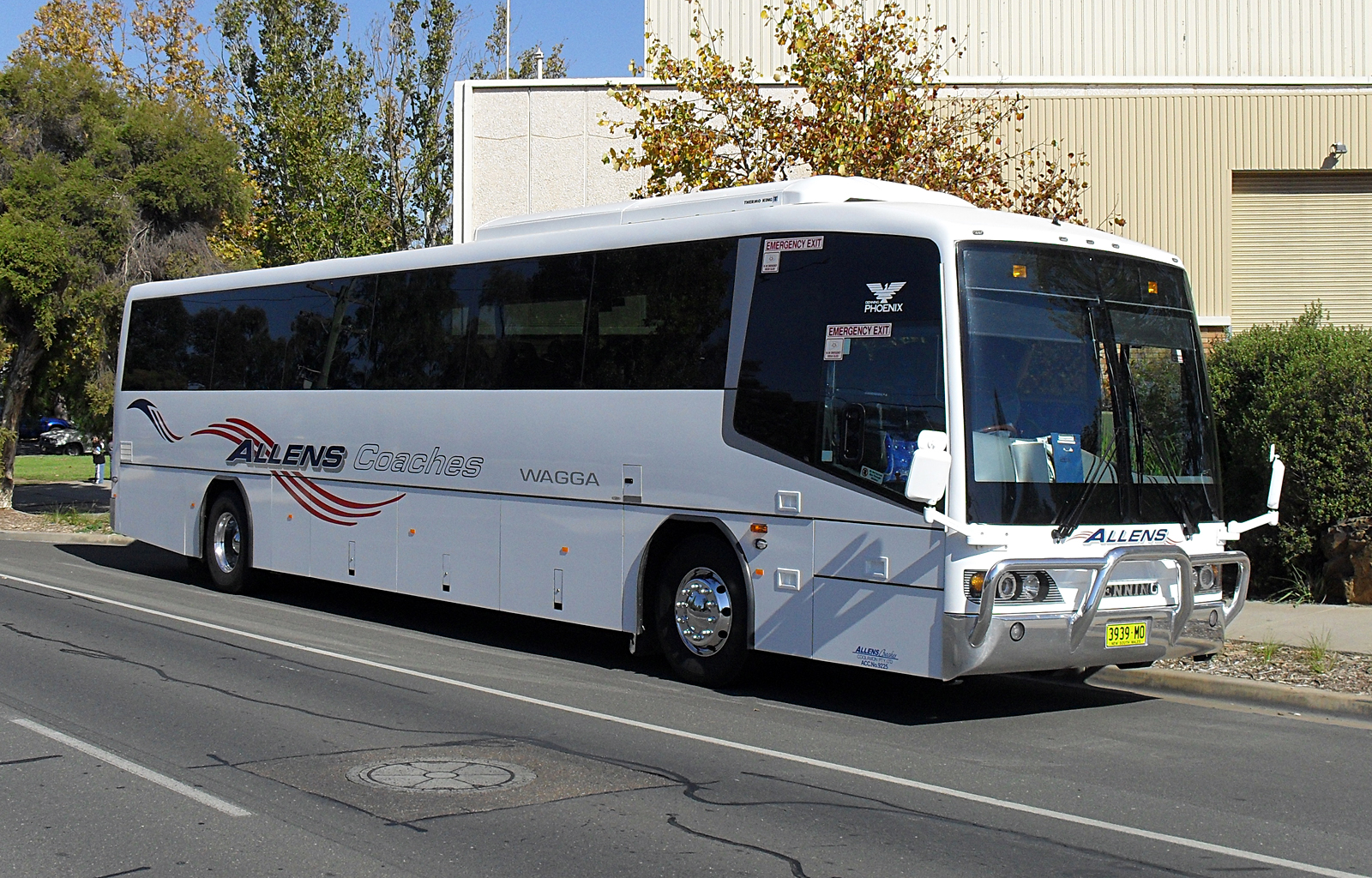
데닝 매뉴팩처링 실버 피닉스

데닝 매뉴팩처링은 2004년부터 브리즈번에서 버스를 제조해 왔다.

#### 이베코

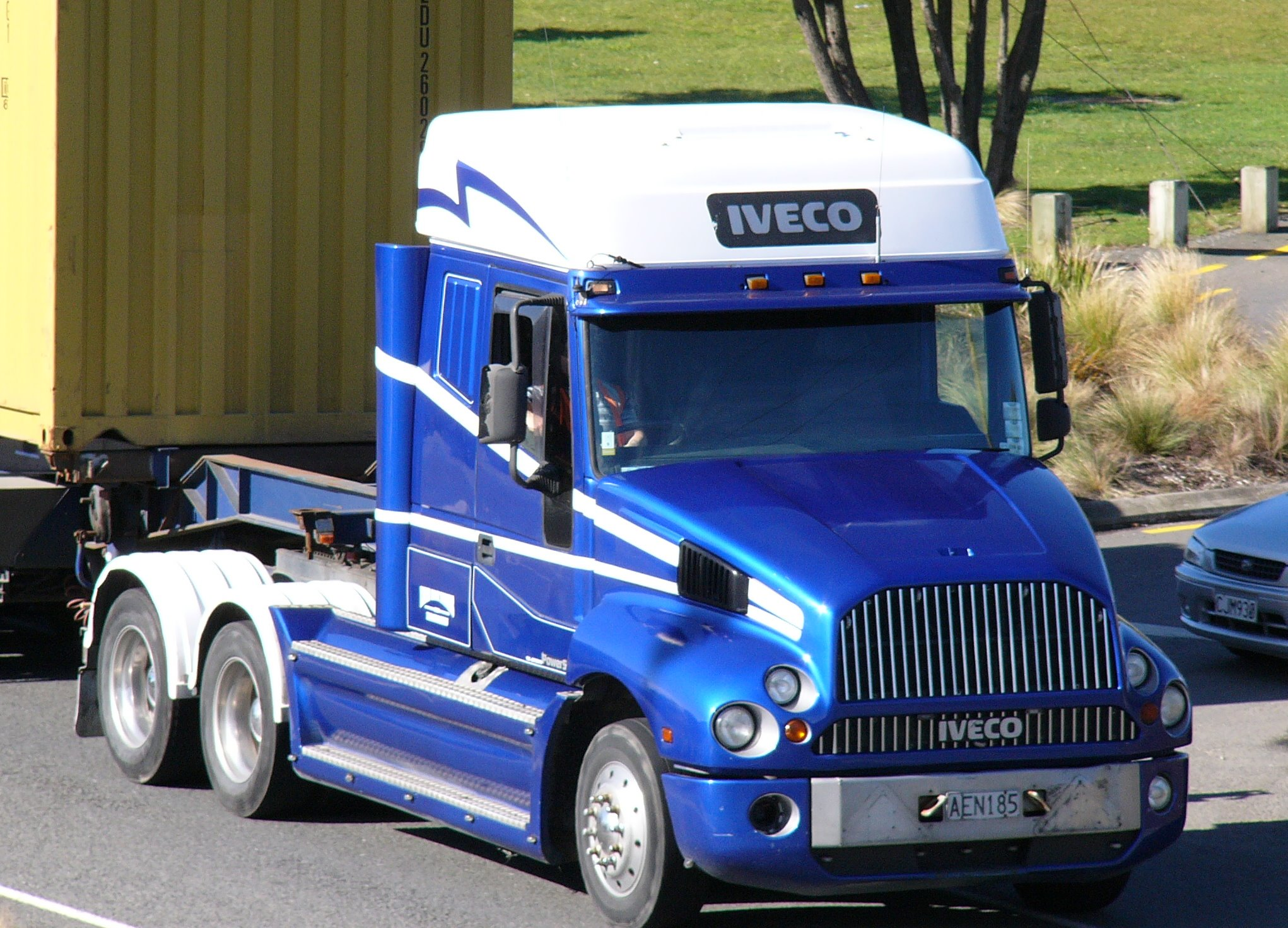
단데농에서 조립된 오스트레일리아 생산 이전 세대 이베코 파워스타

이베코 오스트레일리아는 CNH 인더스트리얼의 자회사로, 인터내셔널 트럭스 인수 후 설립되었다. 현재는 여러 변형 모델의 이베코 파워스타와 2020년까지는 유서 깊은 ACCO를 생산했다. 이베코는 미국 브랜드의 컨벤셔널 세미트럭을 생산하지 않는 유일한 외국 세미트럭 제조업체로 알려져 있다.
이베코 오스트레일리아는 2022년 중반부터 단데농 공장에서 현지 생산을 중단할 것이라고 발표했다.

#### 켄워스

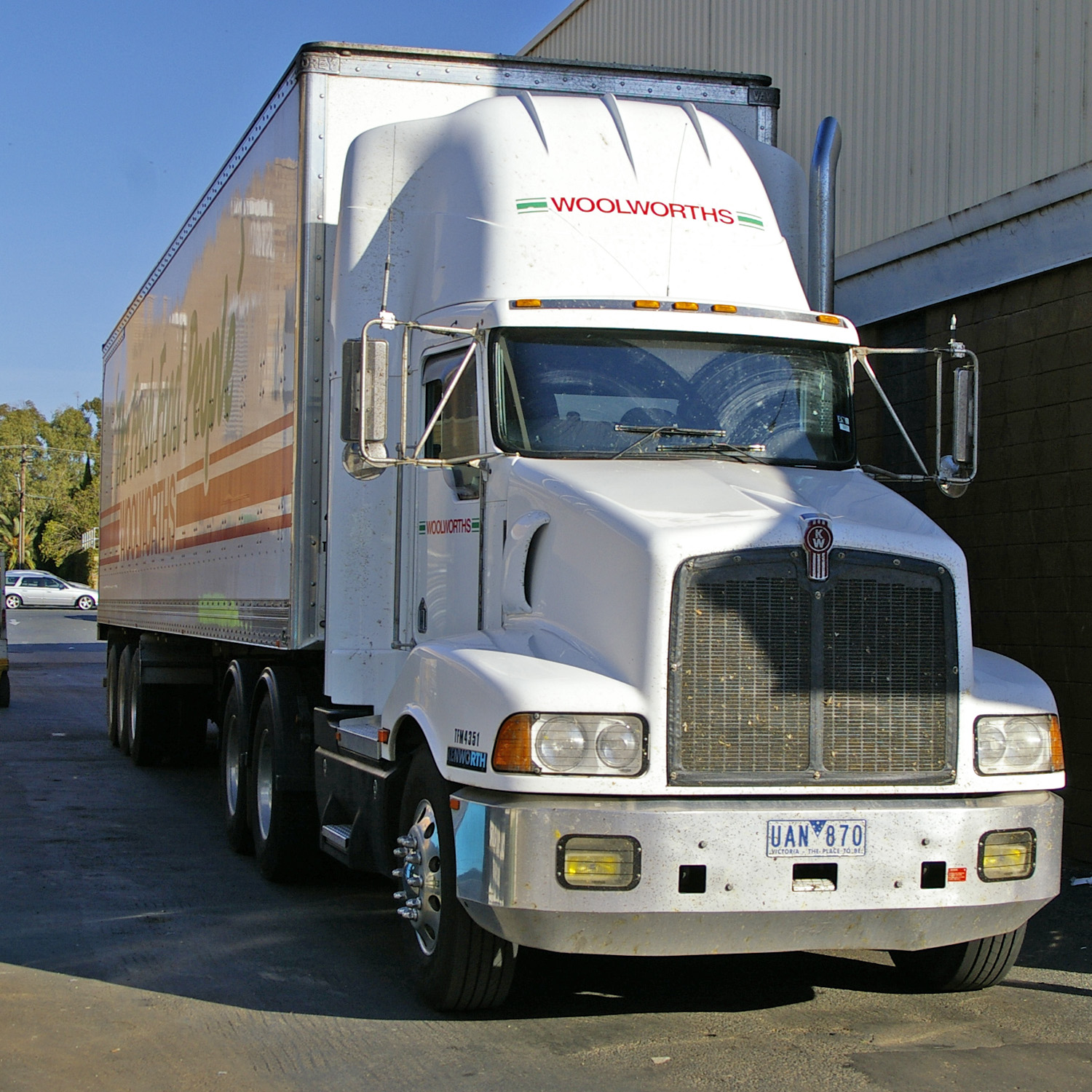
켄워스 T404

켄워스 오스트레일리아는 Paccar Inc의 완전 소유 자회사이다. 켄워스는 현재 오스트레일리아에서 가장 큰 단일 상표 제조업체이다. 켄워스는 1971년부터 오스트레일리아 생산을 시작했으며, 빅토리아주 베이즈워터 공장에서 주로 오스트레일리아와 뉴질랜드 시장을 위한 중장비 세미트럭을 제조한다. 2018년 Paccar는 켄워스 옆 시설에서 DAF 트럭 조립을 시작했다.

#### 맥
맥 트럭은 1963년부터 오스트레일리아에서 생산되었으며, 리치랜즈 (퀸즐랜드주)에서 시작되었다.
2000년 4월 26일, 볼보는 르노의 트럭 및 버스 부문을 인수했다. 이 판매에는 맥이 포함되었다. 볼보 그룹 오스트레일리아는 그 직후 맥 생산을 와콜 시설로 이전했다.

#### 볼보
볼보 그룹 오스트레일리아는 1972년 와콜 (퀸즐랜드주)에서 오스트레일리아 생산을 시작했다.
2000년 4월 맥 인수를 계기로 두 제조업체는 와콜의 한 시설로 통합되었다. 이곳은 현재 오스트레일리아에서 가장 큰 차량 공장이다.

### 과거

#### 오스트레일리아 모터 인더스트리스

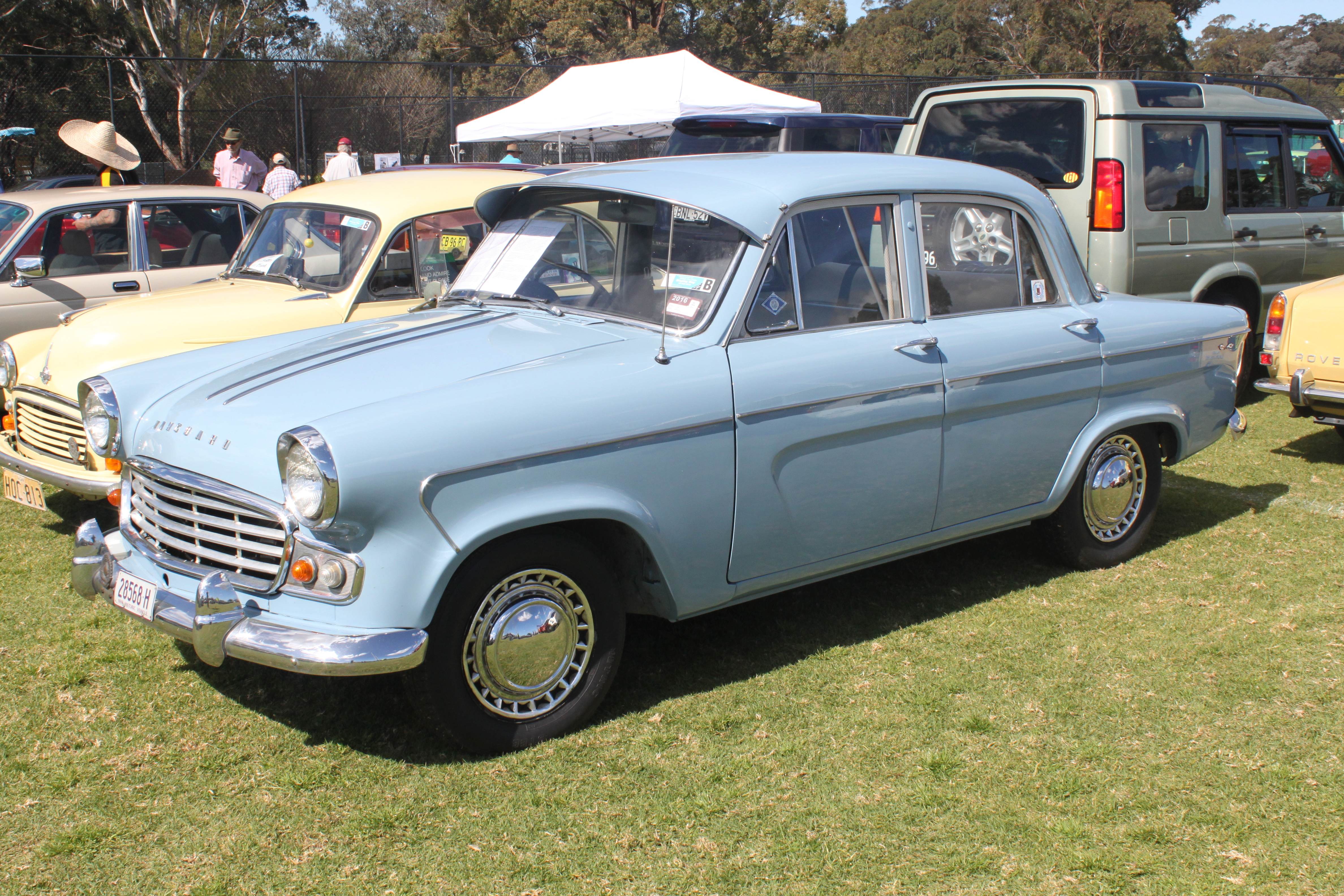
오스트레일리아 모터 인더스트리스가 생산한 많은 모델 중 하나인 스탠더드 뱅가드.

1926년에 설립된 오스트레일리아 모터 인더스트리스(AMI)는 1952년에 조립 작업을 시작했다. 이 회사는 스탠더드, 트라이엄프, 메르세데스-벤츠 자동차는 물론, 1987년까지 아메리칸 모터스 코퍼레이션(AMC)의 다양한 램블러 모델을 생산했다. 1963년에는 토요타 자동차 조립이 시작되었다. 일본 회사는 1968년에 AMI의 지배 지분을 인수했고, AMI가 1985년에 AMI 토요타 Ltd로 이름을 바꿀 때까지 투자를 늘렸다.

#### 브리티시 레일랜드

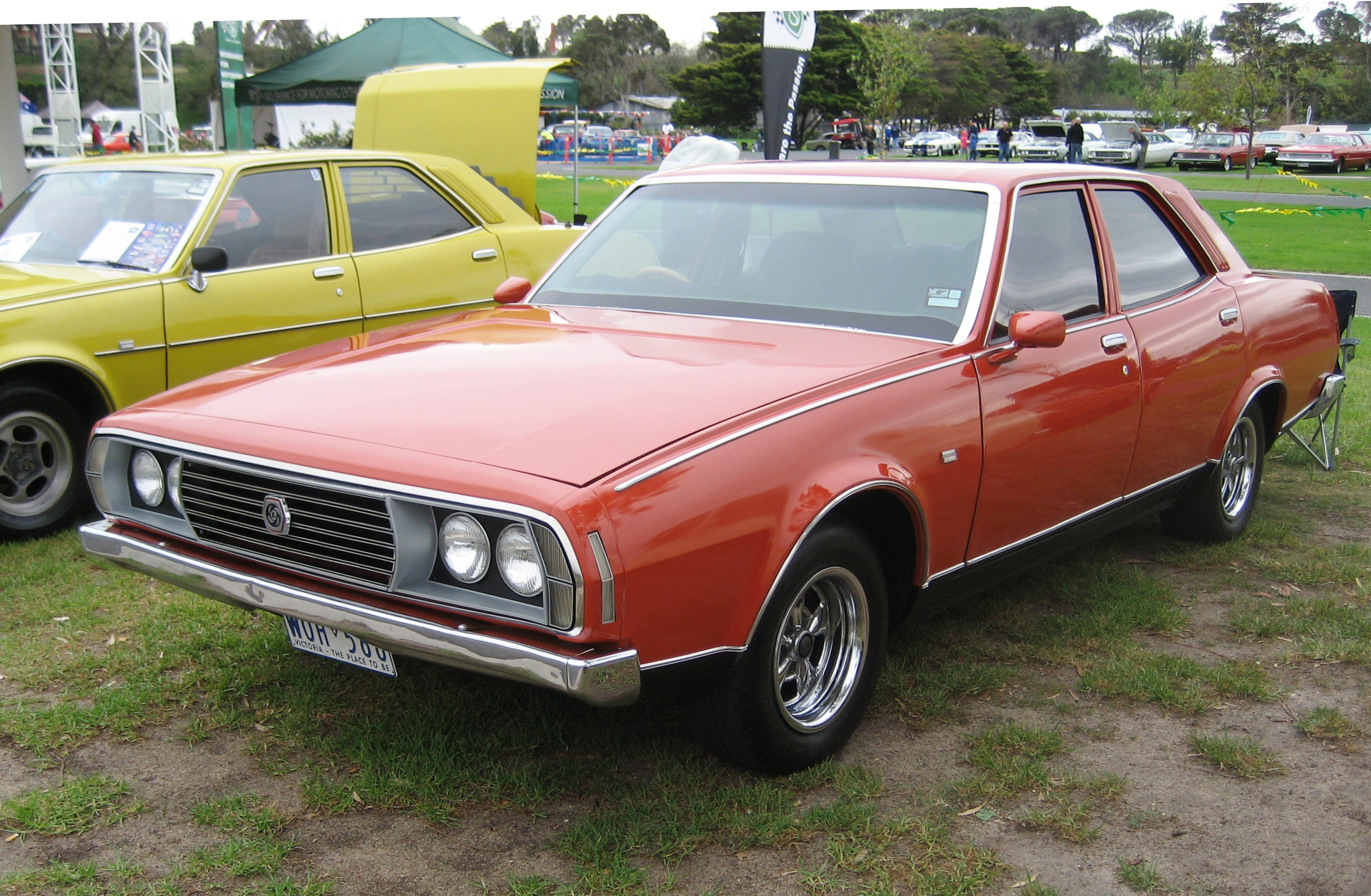
브리티시 레일랜드의 오스트레일리아 자회사는 1973년부터 1975년까지 레일랜드 P76을 생산했다.

브리티시 레일랜드는 1950년부터 1975년까지 오스트레일리아에서 차량을 조립 및 제조했다. 브리티시 레일랜드는 레일랜드 모터스와 브리티시 모터 홀딩스(구 BMC)가 합병하여 형성되었다.

#### 크라이슬러 오스트레일리아

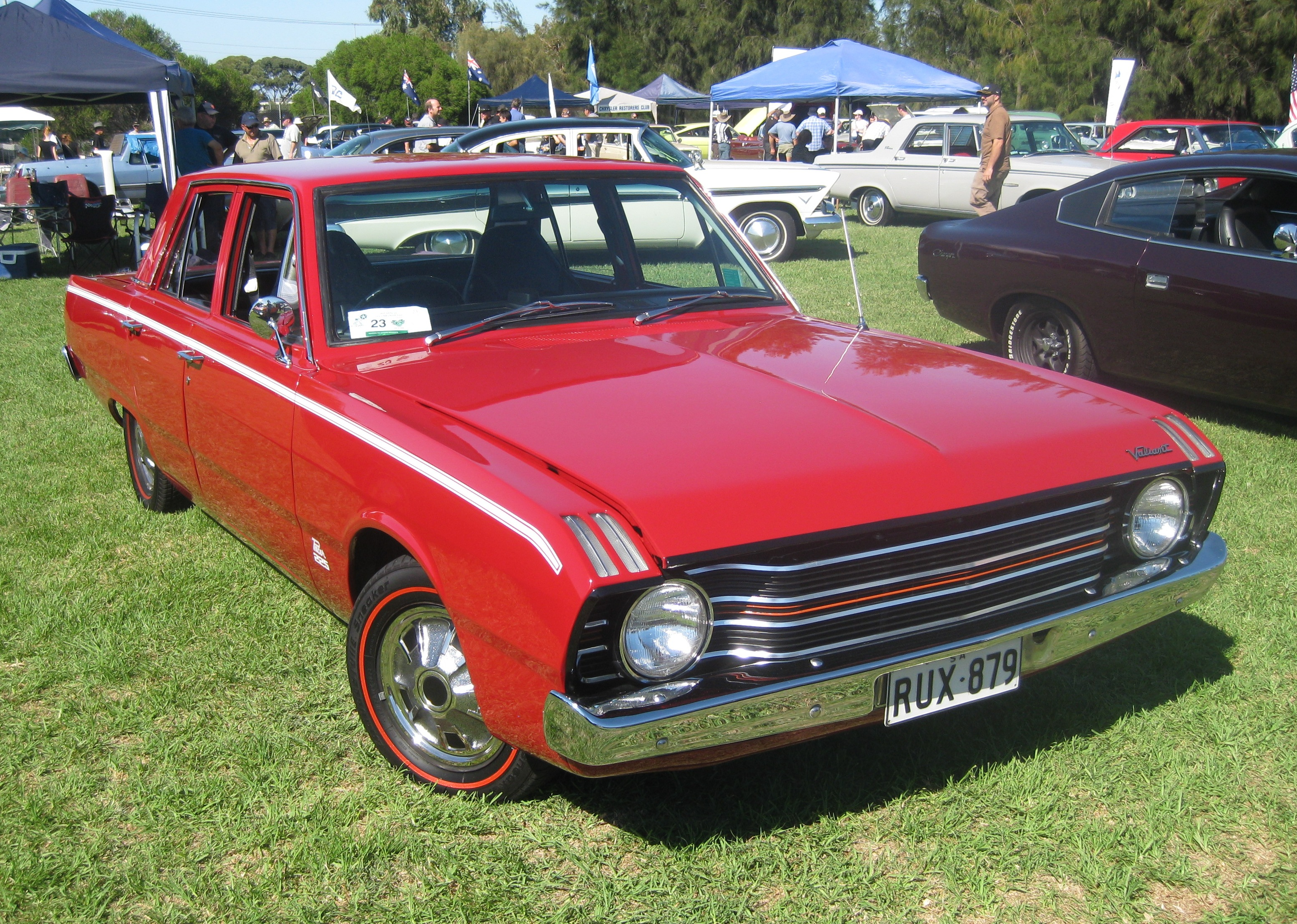
크라이슬러 오스트레일리아는 1962년부터 1980년까지 크라이슬러 밸리언트를 생산했다.

크라이슬러는 1981년 크라이슬러 오스트레일리아의 잔여 지분을 일본의 미쓰비시 자동차에 매각하면서 오스트레일리아 자동차 시장에서 철수했다. 새로운 소유주인 미쓰비시 자동차는 회사 이름을 미쓰비시 모터스 오스트레일리아(MMA)로 변경했으며, 이 회사는 오늘날까지 오스트레일리아의 주요 도로 차량 수입업체 중 하나로 운영되고 있다. 그러나 승용차의 현지 생산은 2008년 3월에 중단되었다. 1970년대에 크라이슬러는 1971년 회사 지분 15%를 인수한 후 미쓰비시 자동차와 긴밀히 협력하기 시작했으며, 그 결과 크라이슬러 오스트레일리아는 크라이슬러 밸리언트 갤런트(1972~1977년 미쓰비시 갤런트) 및 크라이슬러 시그마(1977~1985년 미쓰비시 갤런트)와 같은 미쓰비시 설계의 크라이슬러 브랜드 차량을 생산하기 시작했다. 톤즐리 파크 공장은 미쓰비시 자동차에 매각되었고, 크라이슬러가 1980년 오스트레일리아 생산을 철수한 후 미쓰비시 모터스 오스트레일리아가 운영했다. 인기 있는 시그마 및 콜트 차량의 생산은 1980년대 후반까지 미쓰비시 이름으로 계속되었으며, 이후 생산은 전적으로 마그나로 전환되었다.

#### 포드 오스트레일리아

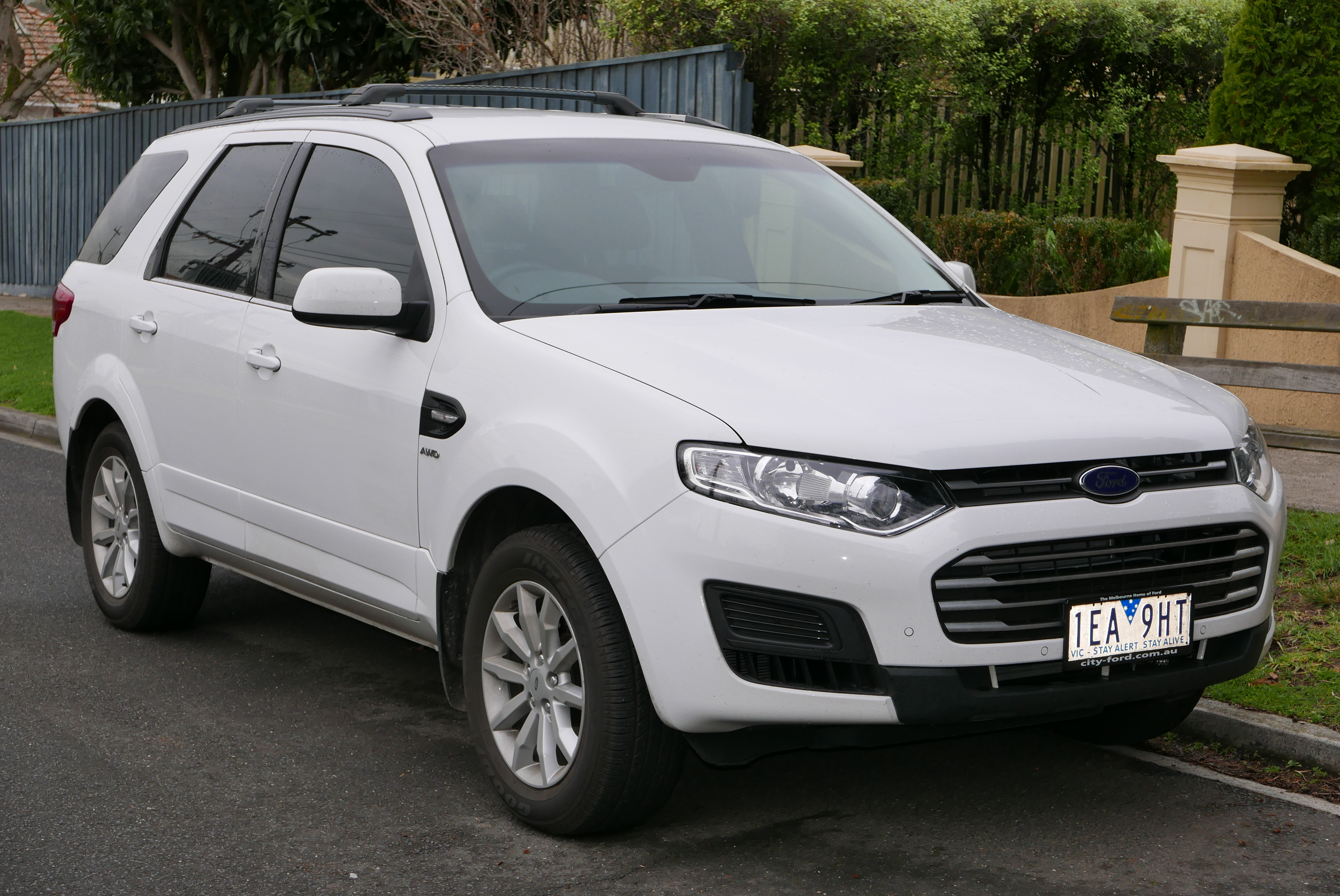
오스트레일리아 SUV인 포드 테리토리 (오스트레일리아)

포드 오스트레일리아는 포드 모터 컴퍼니의 오스트레일리아 자회사로, 1925년 질롱에 포드 캐나다의 전초 기지로 설립되었다. 당시 포드 캐나다는 포드 USA와는 별개의 회사였다. 헨리 포드는 영국 제국(이후 영연방) 국가(영국 제외)의 포드 제조 권한을 캐나다 투자자들에게 부여했다. 포드 오스트레일리아는 또한 FPV 브랜드로 자동차를 판매하는 고성능 자동차 사업부인 포드 퍼포먼스 비클즈도 보유하고 있다. 2013년 5월, 포드는 2016년 10월에 오스트레일리아 생산을 종료할 것이라고 발표했지만, 수입 차량으로 오스트레일리아 시장에서 경쟁사로 남아있을 것이다. 모든 공장은 2016년 10월 20일까지 폐쇄되었다.

#### 홀덴

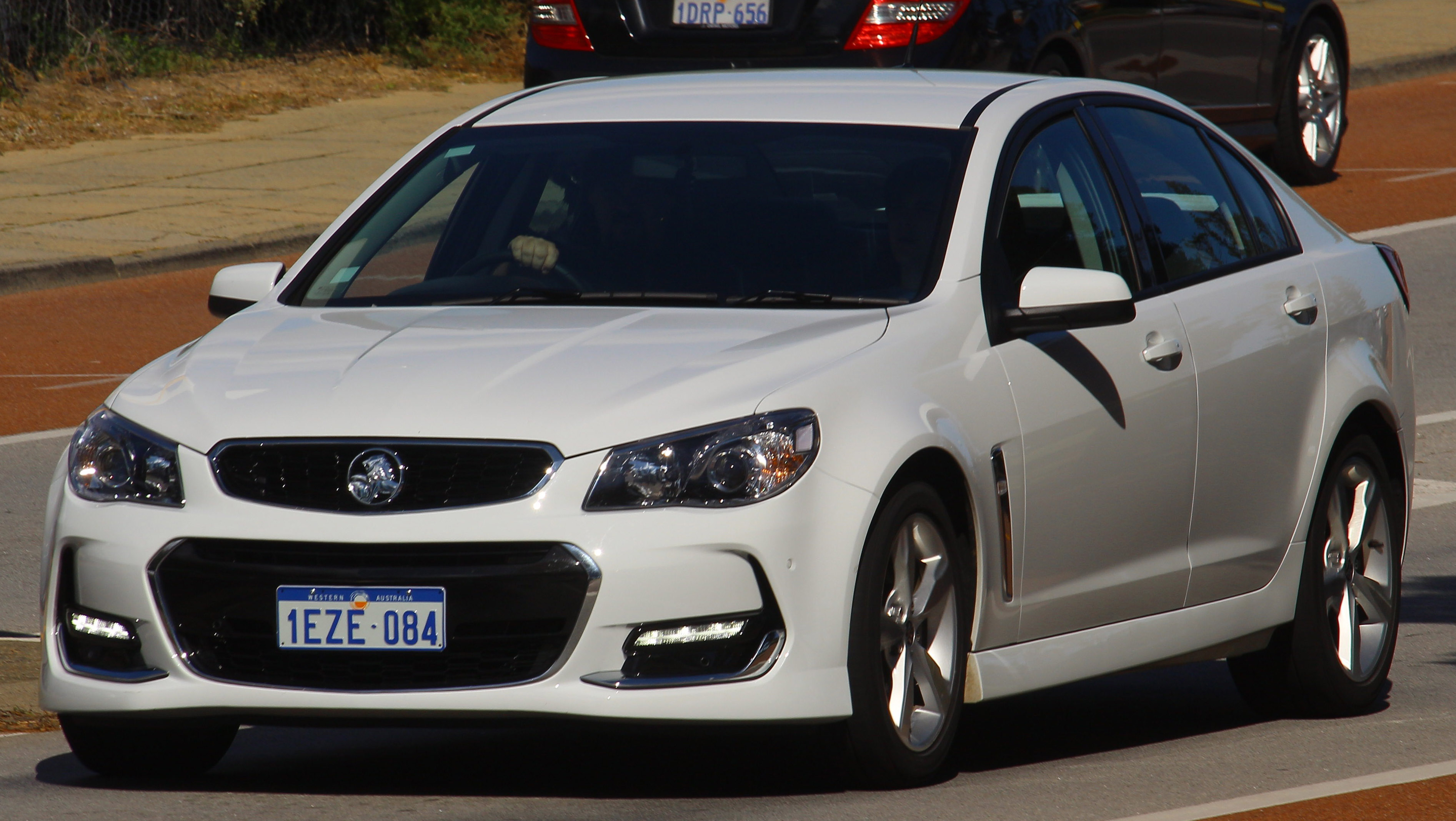
홀덴이 현지에서 생산했던 홀덴 코모도어 (2018년 이전).

홀덴은 사우스오스트레일리아주 엘리자베스에 본사를 둔 오스트레일리아 자동차 제조업체였다. 2017년 현지 생산이 종료된 후, 이 회사는 GM 브랜드 자동차의 수입업체가 되었다. 이 회사는 1856년 애들레이드, 사우스오스트레일리아에서 마구 제조 사업으로 설립되었으나, 이후 자동차 분야로 진출하여 1931년 제너럴 모터스(GM)의 자회사가 되었다. 홀덴은 오스트랄라시아 지역에서 GM의 차량 운영을 담당했으며, GM을 대신하여 대한민국의 한국지엠(구 GM 대우)에 부분적으로 지분을 보유하고 있다. 수년간 홀덴은 자체적으로 생산한 다양한 차량(예: 홀덴 코모도어)을 제공했으며, 수입 GM 모델로 보완했다. 과거 홀덴은 쉐보레, 이스즈, 닛산, 스즈키, 토요타, 복스홀 모터스 모델을 뱃지 엔지니어링 방식으로 공유하여 판매했으며, 후기에는 대우, 오펠, 이스즈로부터 공급받은 모델을 판매했다. 홀덴은 또한 고성능 차량 파트너인 홀덴 스페셜 비클즈를 보유하고 있었으며, HSV 브랜드로 개조된 홀덴을 판매했다. 2013년 12월, 홀덴은 2017년 10월 20일에 오스트레일리아 현지 생산 사업을 종료할 것이라고 발표했다. 사우스오스트레일리아주 엘리자베스에 있는 생산 공장 폐쇄 후, 홀덴은 사업 초점을 자동차 디자인 및 수입으로 변경했다. 홀덴 브랜드는 2020년에 폐기되었으며, 딜러들은 폐쇄되면서 보상을 받았다.

#### 리더 트럭스
리더 트럭스는 오스트레일리아 퀸즐랜드주 투움바에 본사를 둔 트럭 제조업체였다. 시릴 앤더슨과 웨스턴 트랜스포트의 주도로 설립되었다. 1972년부터 1984년 사이에 약 2,000대의 트럭이 제조되었다.

#### 미쓰비시 모터스 오스트레일리아

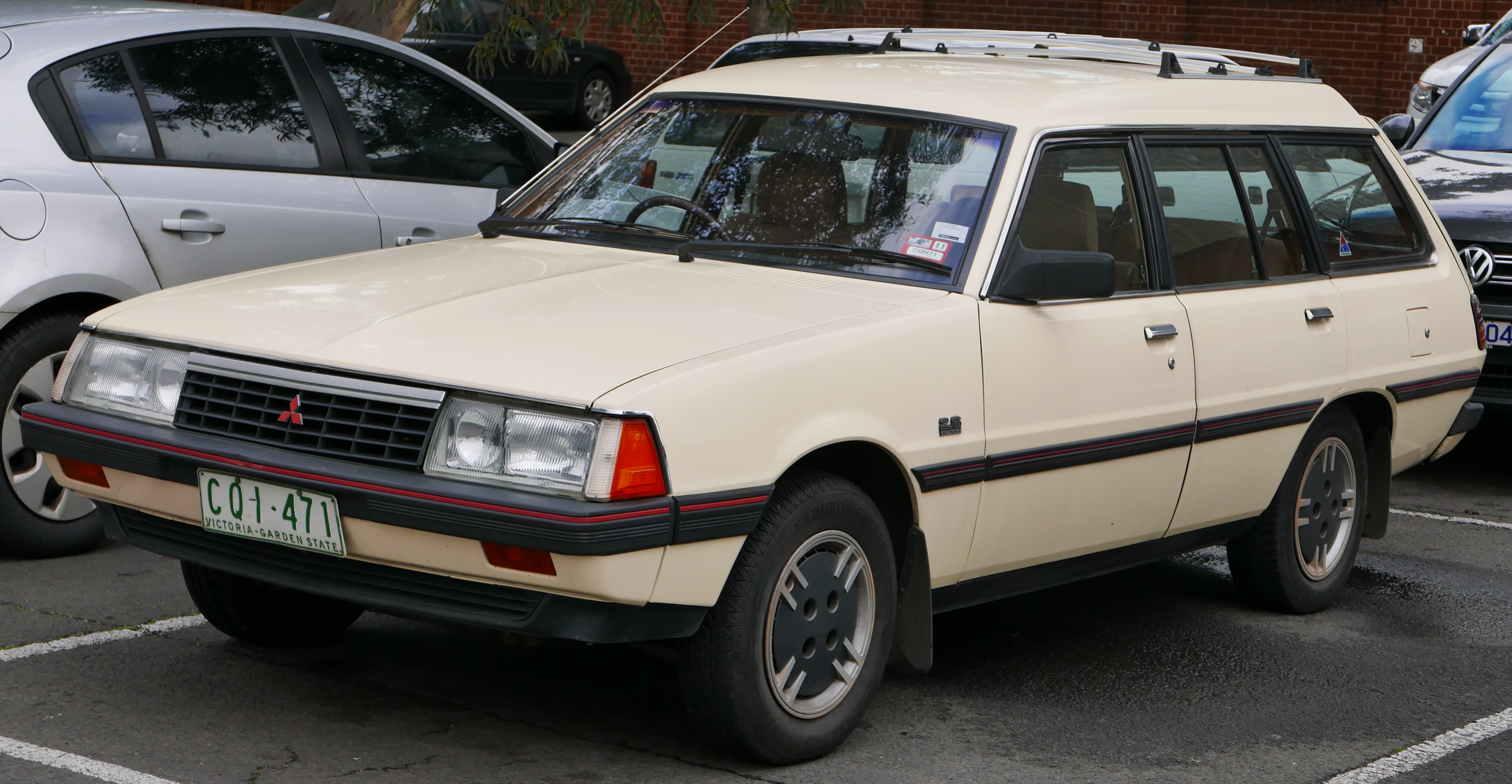
미쓰비시 모터스 오스트레일리아는 1980년부터 1987년까지 시그마를 생산했다.

미쓰비시 모터스 오스트레일리아(MMA)는 일본의 모회사 미쓰비시 자동차의 완전 소유 자회사이다. 사우스오스트레일리아주 톤즐리에 MMA의 차량 조립 공장이 있었다. 이 공장은 대형 미쓰비시 380의 부진한 판매로 인해 현지 차량 제조가 더 이상 타당하지 않다고 판단되어 2008년 3월에 폐쇄되었다.

#### 닛산 오스트레일리아

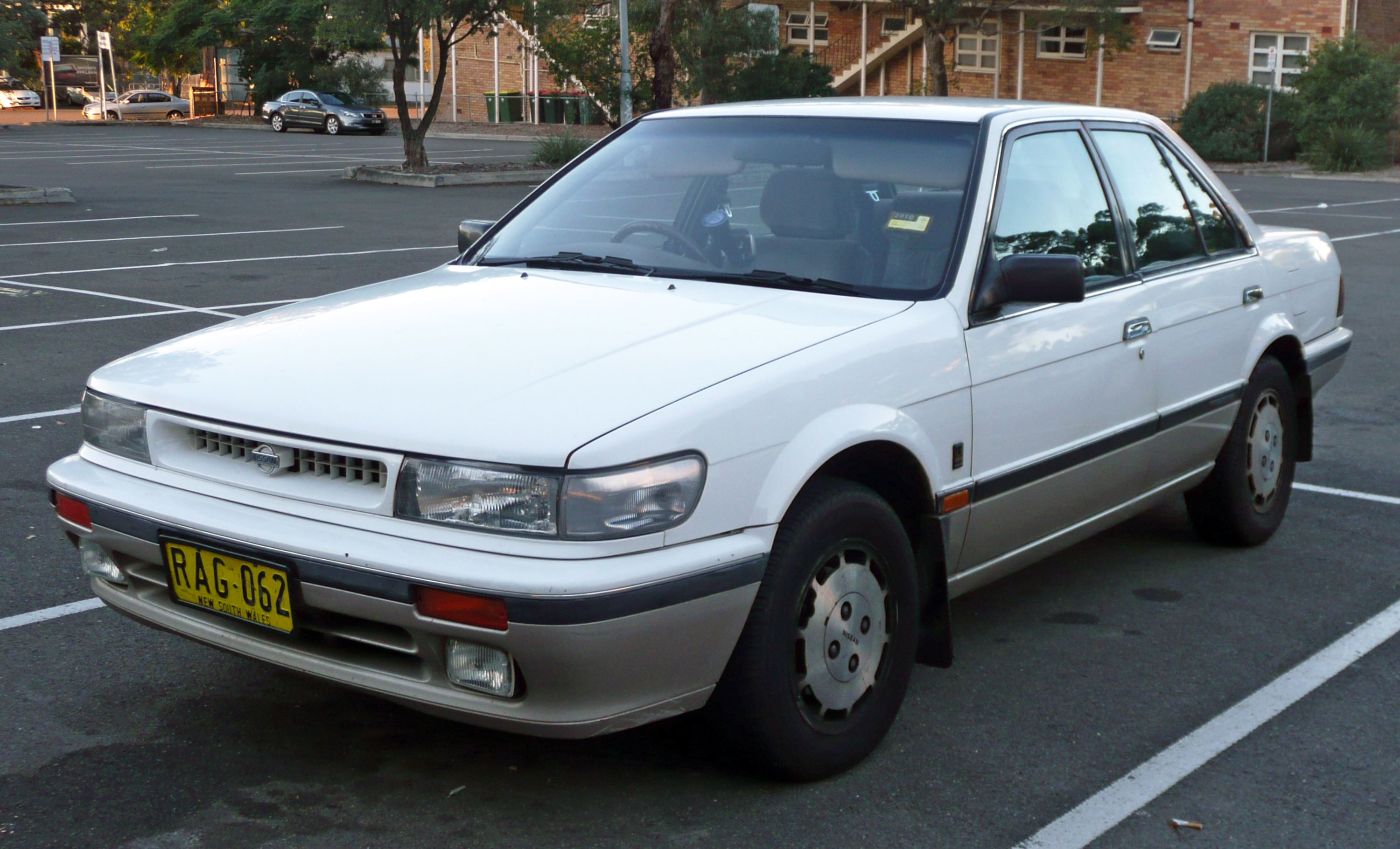
닛산 핀타라는 닛산 오스트레일리아의 제품이었다.

닛산은 1966년 프레스드 메탈 코퍼레이션이 닷선 블루버드 1300의 조립을 시작하면서 자동차 조립을 시작했다. 이 계약은 약 1년 반 후에 종료되었지만, 1968년 멜버른의 모터 프로듀서스 Ltd.가 클레이턴 (빅토리아주) 공장에서 다시 닷선 조립을 시작했다. 1971년까지 현지 조립 차량에는 1200과 1600 세단이 포함되었으며, 최소 60%의 현지 부품이 사용되었다. 모터 프로듀서스와 1976년까지 지속되는 계약이 체결되었다.
닛산은 1973년 석유 파동 이후 클레이턴 공장을 사용하여 자동차를 생산했다. 오스트레일리아에서 생산된 모델에는 펄사, 핀타라, 스카이라인이 포함되었다. 그러나 1980년대 말까지 닛산은 재정적 어려움을 겪었고, 닛산의 현지 자동차 조립 라인은 1992년에 폐쇄되었다.

#### 르노 오스트레일리아
르노 (오스트레일리아) Pty Ltd는 1950년대 후반에 오스트레일리아에서 르노 차량의 수입 및 계약 조립을 조직하기 위해 설립되었다. 1966년 8월, 르노 오스트레일리아는 빅토리아 하이델베르크 (빅토리아주)에 있는 콘티넨탈 앤 제너럴 디스트리뷰터스의 조립 시설을 인수했다. 르노 10, 12, 16 및 18과 같은 모델이 조립되었으며, 회사는 또한 푸조 자동차를 조립하는 계약을 체결했다. 오스트레일리아 생산은 1981년 7월 하이델베르크 공장 폐쇄와 함께 종료되었으며, 이후 LNC 인더스트리가 오스트레일리아에서 르노 차량의 수입 및 유통을 담당했다. 2012년 현재, 르노 차량은 닛산 오스트레일리아의 완전 소유 자회사인 비클 디스트리뷰터스 오스트레일리아를 통해 오스트레일리아에서 판매되고 있다.

#### 루트 오스트레일리아

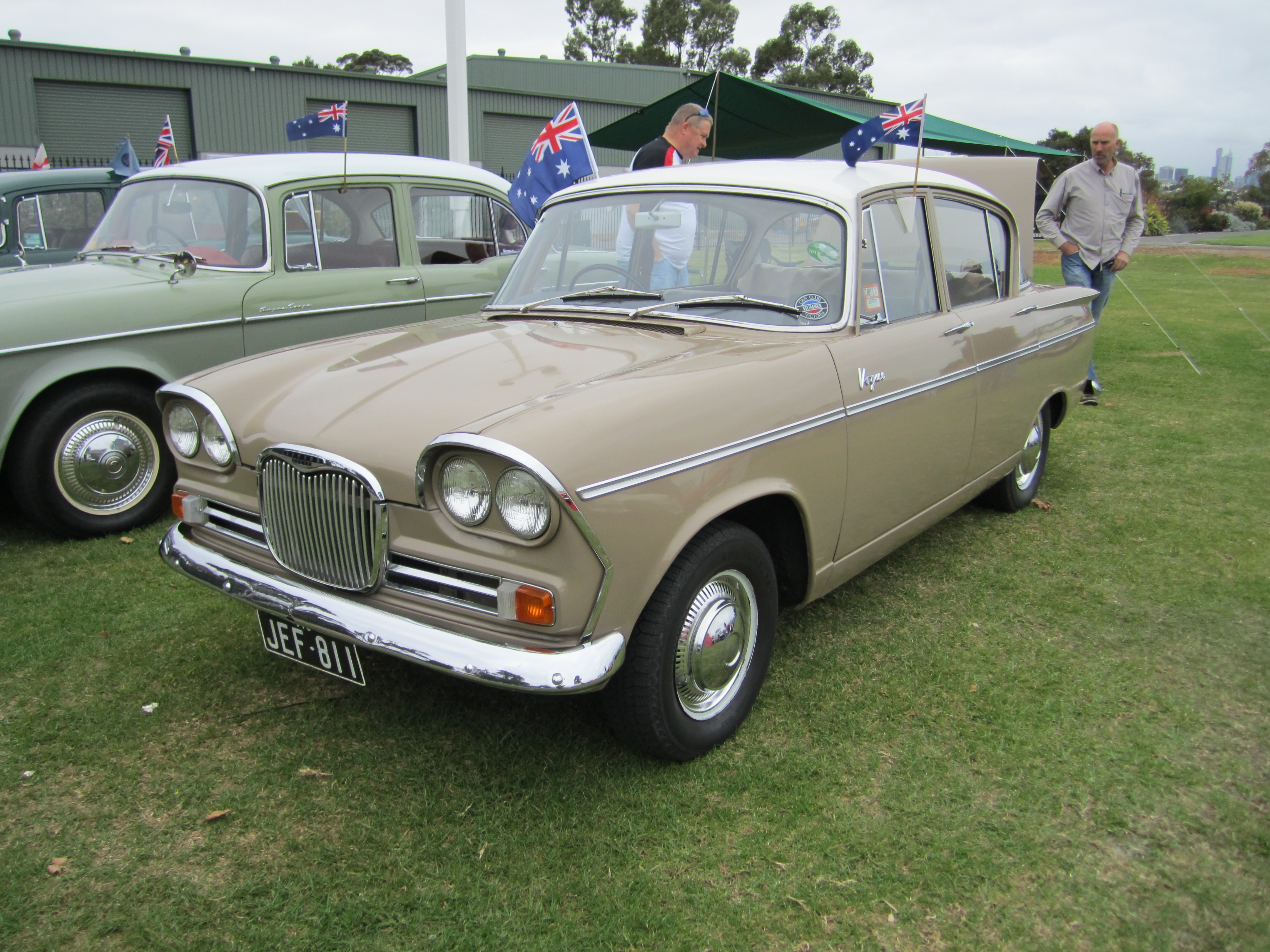
루트 오스트레일리아가 생산한 험버 보그.

루트 오스트레일리아는 1946년부터 1965년 사이에 오스트레일리아에서 힐만, 험버, 싱어 자동차를 생산했다. 1965년 12월, 루트 오스트레일리아는 크라이슬러 오스트레일리아와 합병되었다.

#### 토요타 오스트레일리아

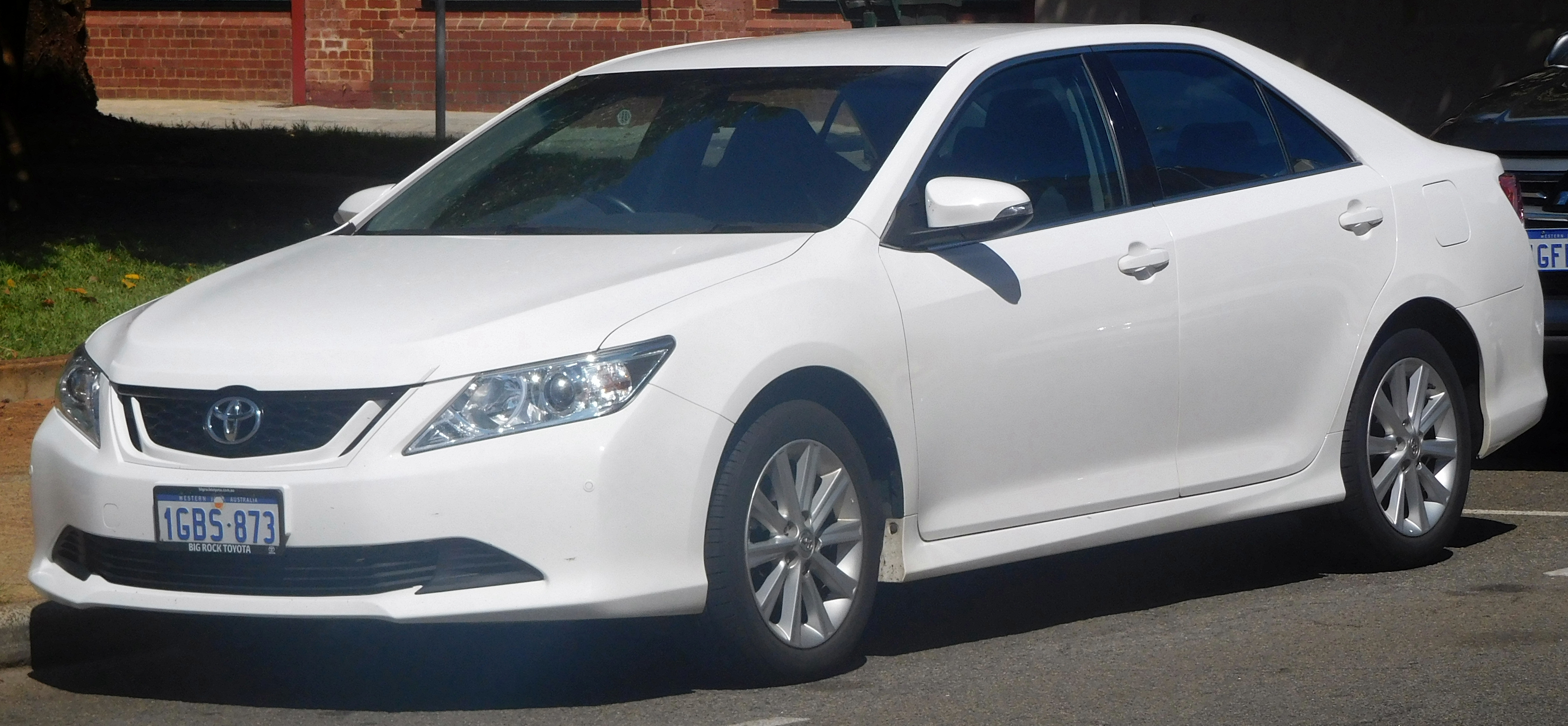
앨토나 (빅토리아주) 공장에서 제작된 토요타 오리온.

토요타 오스트레일리아(TA)는 토요타의 자회사이다. TA는 1958년에 처음 설립되었으며, 오스트레일리아에서 토요타 제품을 판매하고 모터스포츠, 광고 및 사업 운영을 관리한다. TA는 또한 오스트레일리아에서 렉서스 차량을 담당한다.
2014년 2월 10일, 토요타는 오스트레일리아에서 차량 및 엔진 제조를 중단할 것이라고 발표했다. 앨토나 공장은 2017년 10월 3일 폐쇄되어 오스트레일리아에서 현지 생산 토요타 차량의 시대는 막을 내렸다.

#### 폭스바겐 오스트레일리아

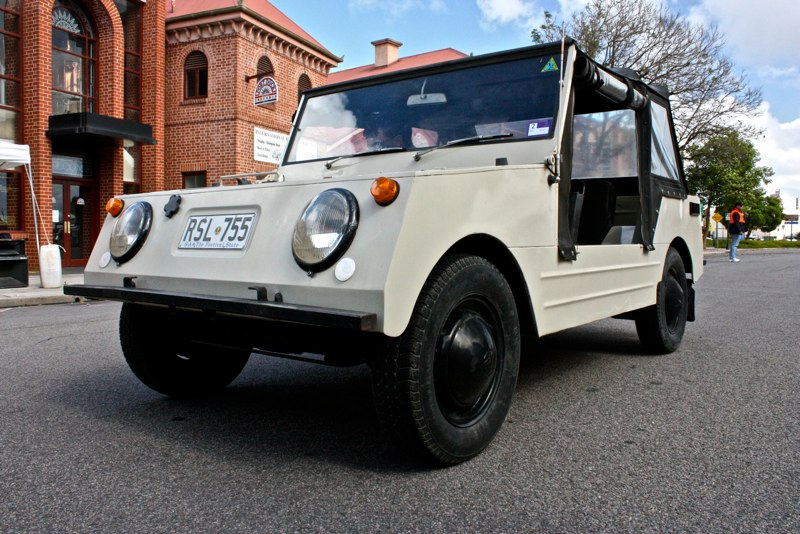
폭스바겐 컨트리 버기는 폭스바겐 오스트레일리아의 제품이었다.

폭스바겐 오스트레일리아 Pty Ltd는 독일의 폭스바겐과 오스트레일리아 각 주의 폭스바겐 대리점들이 1954년에 설립했다. 이 회사는 빅토리아의 CKD 차량 조립 시설을 갖춘 클레이턴 (빅토리아주)의 마틴 & 킹으로부터 적합한 부지를 인수했으며, 이 부지는 1954년부터 폭스바겐 비틀의 현지 조립에 사용되었다. 1960년까지 클레이턴에서 판금 패널이 프레스되었고, 1967년까지는 엔진과 대부분의 부품이 그곳에서 생산되었다.
1967년 폭스바겐 오스트레일리아는 비틀과 콤비의 부품을 사용한 독특한 모델인 컨트리 버기를 개발했다. 이 현지 디자인은 나중에 필리핀에서도 제조되었다.
판매 부진으로 인해 1968년에는 조립 전용으로 되돌아갔다. 새로운 회사인 모터 프로듀서스 리미티드가 설립되었고, 폭스바겐뿐만 아니라 닷선과 볼보 모델도 포함하도록 사업이 확장되었다. 이 공장은 1976년 닛산에 매각되었고, 오스트레일리아에서의 폭스바겐 조립은 그 직후 종료되었다.

#### 웨스턴 스타
웨스턴 스타는 1983년 퀸즐랜드주 와콜에 있는 구 화이트 트럭스 공장에서 키트 트럭 조립을 시작했다. 키트는 캐나다 브리티시컬럼비아주 켈로나에서 수입되었다. 이는 1992년까지 계속되었고, 이후에는 캐나다에서 완성 트럭을 수입했다.

## 소규모 생산 업체

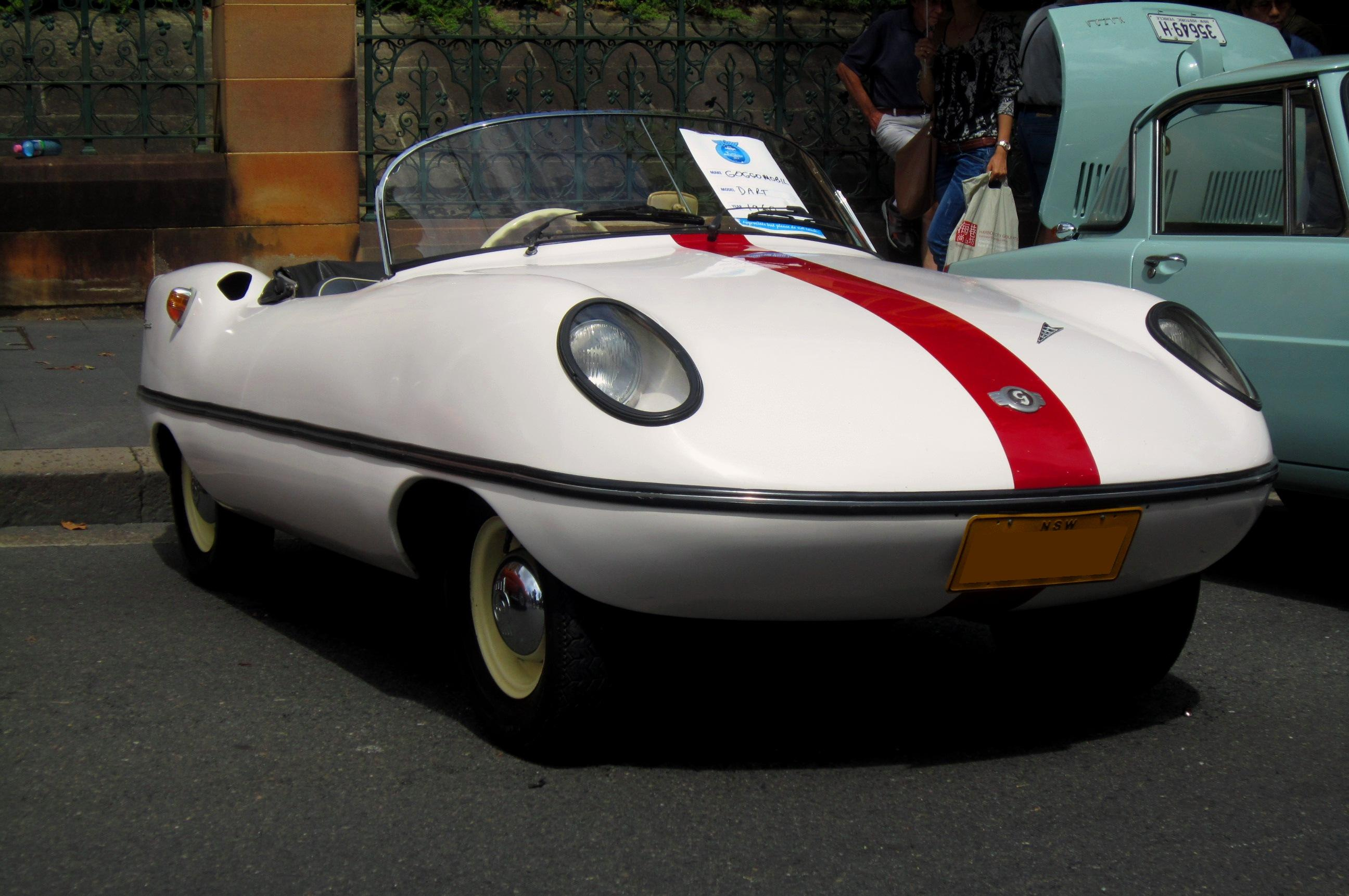
고고모빌 다트

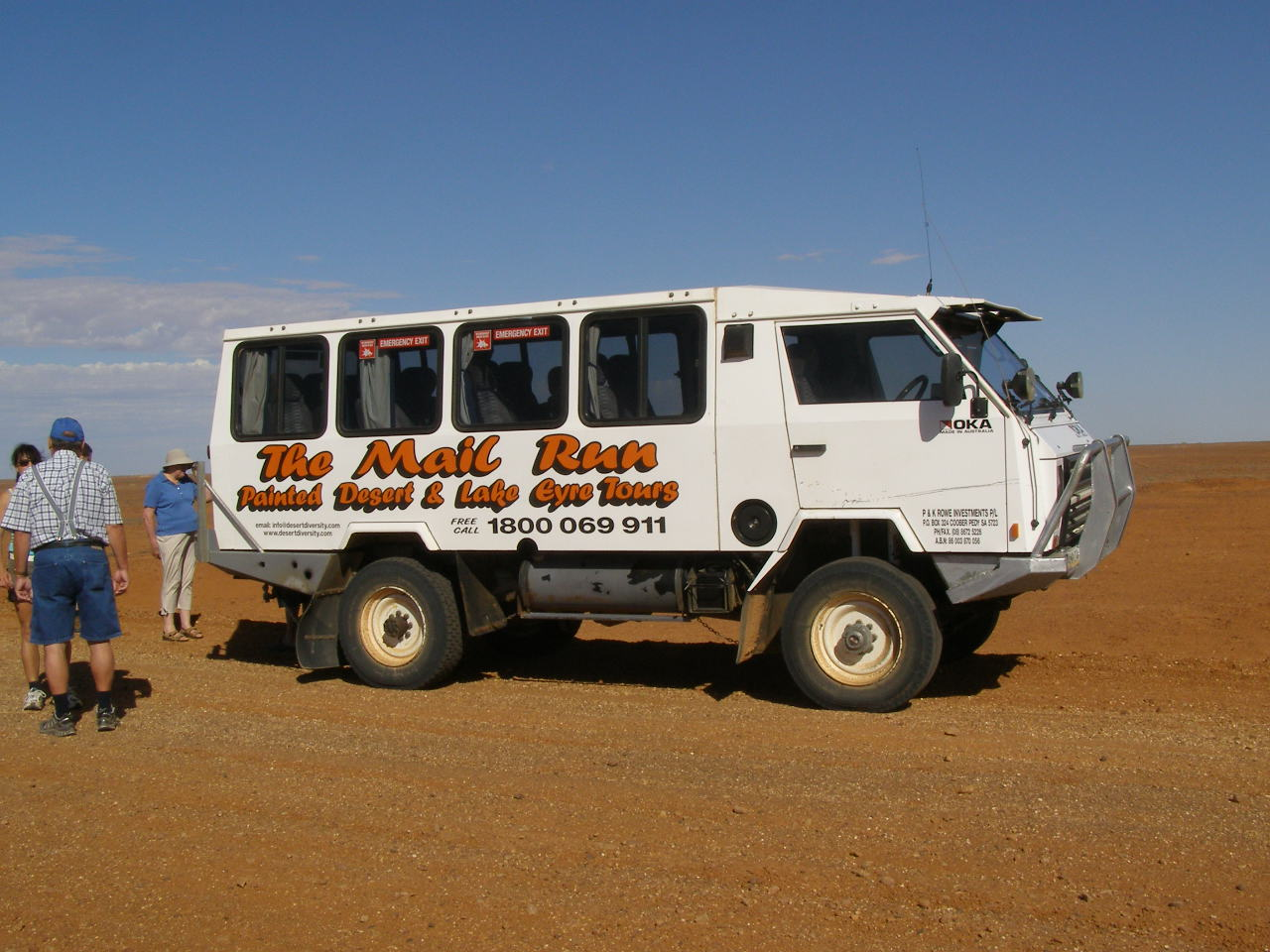
OKA 4륜 구동 차량

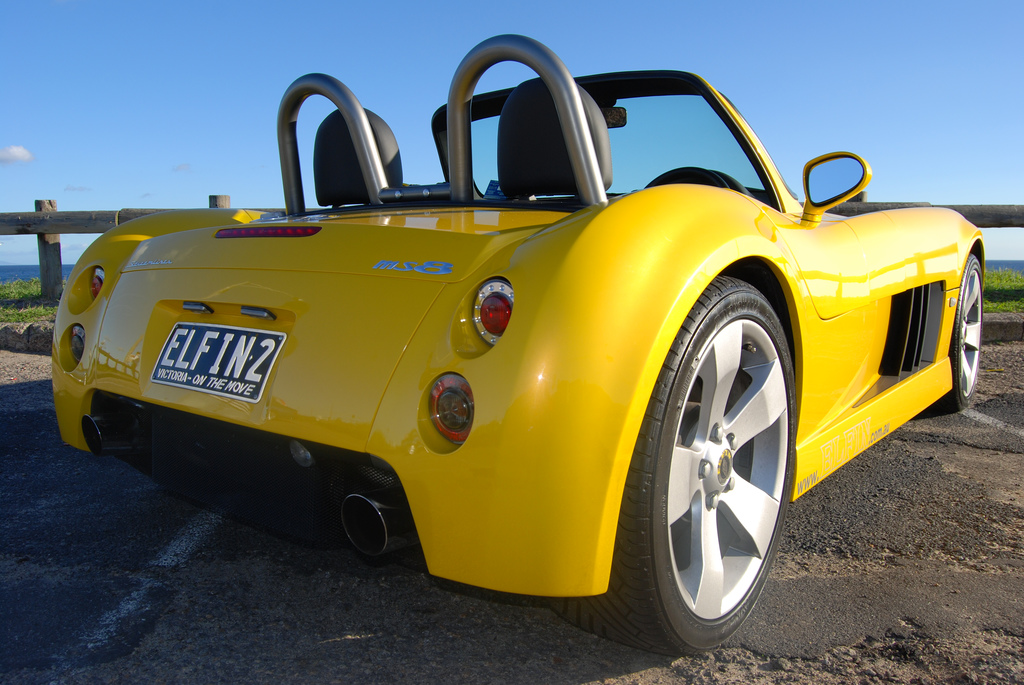
엘핀 MS8 스트림라이너

오스트레일리아에는 현재, 과거 또는 미래의 소규모 자동차 생산 업체들이 다수 존재한다.
- 앱솔루트 페이스 (1990년–현재는 없음)[33]
- ACE EV (2018년 – 현재)[34]
- 알파 스포츠
- 아무자
- 아스콧 (1958년–1960년)
- 오스트레일리아 식스 (1919년–1930년)
- 오스트랄리스 (1897년–1907년)
- 오스트랄
- 버치필드 (2003년–현재)
- 비라나
- 블레이드 전기 자동차[35]
- 볼웰 (1963년–현재) 1962년 및 1979년
- 보맥
- 볼랜드 레이싱 디벨롭먼트
- 보윈 자동차 (1968년–1976년)
- 브라밤 오토모티브 (2017년–2024년)
- 뷰캐넌
- 버클 모터스
- 불릿 (1996년–현재)
- 부시레인저
- 콜드웰 베일 (1907년–1913년)
- 캔스텔
- 카본테크[36] (1999년–현재)
- 치타 레이싱 카스
- 칙 (1920년대경)
- 클래식 글라스
- 클래식 리바이벌 (1989년–현재)
- 코브라 크래프트
- 커스텀 버스
- 닥타리
- 데이토나 (2002년–현재)
- 데닝
- 듀스 커스텀스 (1979년–현재)
- 데보 (2001년–현재)
- DRB 스포츠 카스 (1997년–현재)
- E-베이드[37]
- 엘핀 (1958년–현재)
- 에반스
- 핀치
- G-포스 (1986년–현재)
- 지오카톨로 (1986년–1989년)
- 고고모빌 (1958년–1961년)
- 하트넷 (1949년–1955년)
- 하든 전기 자동차 (2020년 – 현재)[38]
- 홈부시
- 일링가 (1974년–1975년)
- 조스
- 크라프트워크스 (2002년–현재)
- 라이트번 (1963년–1965년)
- 로이드-하트넷
- 마티치 (1967년–1974년)
- 미네티 스포츠 카스
- 나젠베어
- 노타 (1955년–현재)
- OKA
- 펠란디니 카스 (1970년–1978년)
- 파이오니어 [39] (1897년–1898년)
- 파이퍼
- PMC 오스트레일리아\안세어
- PRB
- 퍼비스 (1974년–1991년)
- 파이썬 (1981년–현재)
- 랄트
- RCM
- 렌맥스 (1962년–1978년)
- RFW
- RMC
- 로어링 포티스 (1997년–현재)
- 롭넬
- 샤프빌트
- 슈라이크 (1988년–1991년)
- 스켈타 (2004년–현재)
- 서던 크로스 (1931년–1935년)
- 스튜드베이커 (1960-1966)
- 톰카 (2005년 – 현재)[40]
- 화이트 포인터 (자동차)
- 드라이브 사우스 (2020년 - 현재 https://www.drivesouth.com.au/)

## 튜닝 회사

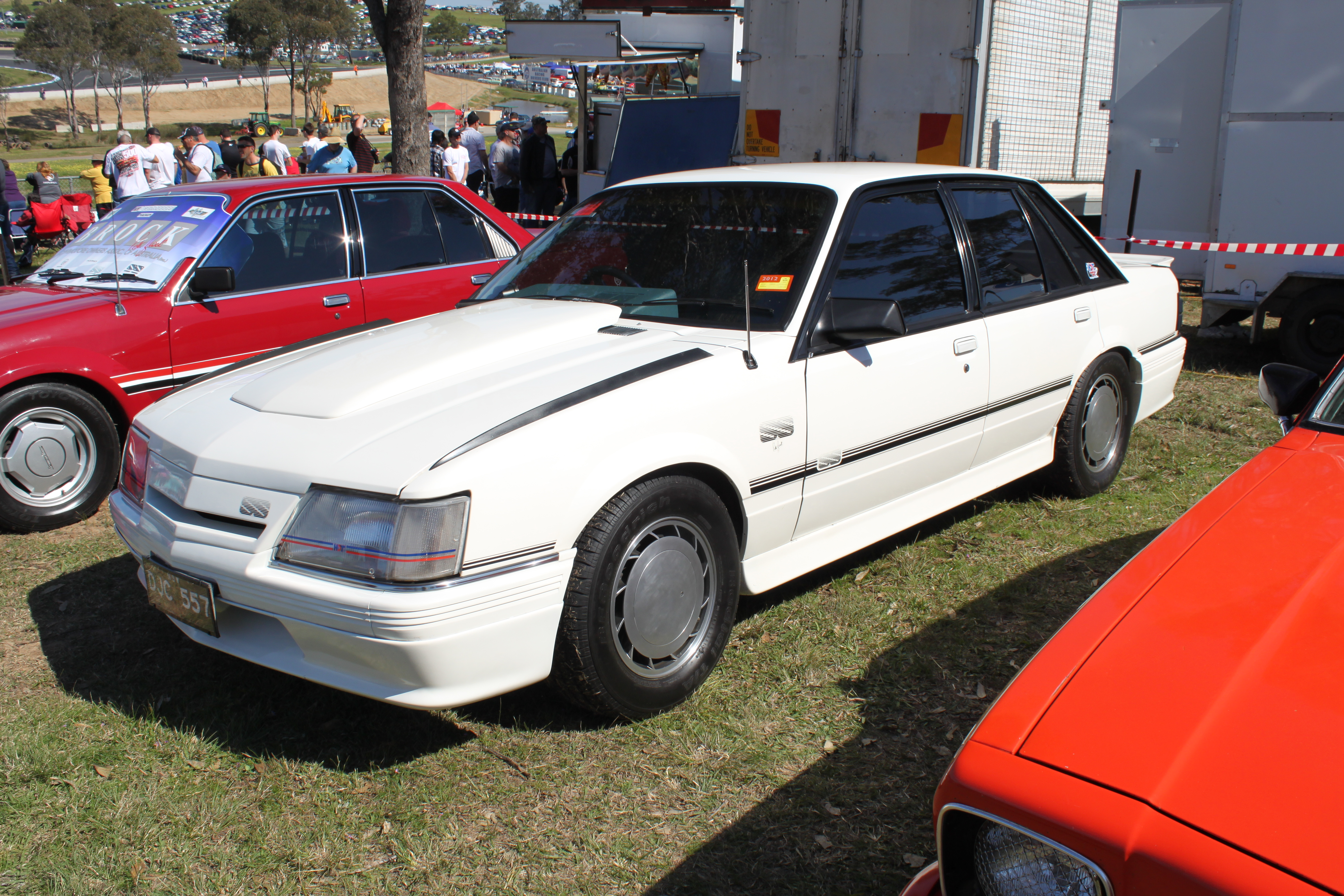
HDT VK 코모도어 SS

오스트레일리아의 현재 튜닝 또는 커스터마이징 회사:
- 홀덴 스페셜 비클즈 (HSV) – 홀덴의 공식 고성능 차량 파트너
- 테크노 오토스포츠[41]
- 틱포드 레이싱[42]
- 워크인쇼 퍼포먼스 – 공인 홀덴 스페셜 비클즈 및 허머 튜닝 회사
- 코르사 스페셜라이즈드 비클즈* (CSV)는 1994년에 설립된 소규모 자동차 제조업체로, 오스트레일리아 밀두라에 본사를 두고 있다. 그 범위는 홀덴이 생산한 차량을 기반으로 한 V8 엔진 고성능 자동차로 구성된다.

## 과거 튜닝 회사
- 딕 존슨 레이싱[43]
- 포드 틱포드 익스피리언스 (FTE) – 포드 오스트레일리아의 이전 공식 고성능 차량 파트너 (1991년–2002년)
- 포드 퍼포먼스 비클즈 (FPV) – 포드 오스트레일리아의 자체 튜닝 회사 (2002년–2014년)
- HDT 스페셜 비클즈 (HDT) – 이전 홀덴 튜닝 회사 (홀덴 딜러 팀의 제조 부문)
- 웨인 가드너 레이싱[44]

## 같이 보기
- 오스트레일리아의 제조업
- 버튼 자동차 계획
- 뉴질랜드의 자동차 산업
- 탈산업화